# Közép-dunántúli Pirostúra
Der Közép-dunántúli Pirostúra (auch Közép-Dunántúli Piros Túra, deutsch Mitteltransdanubiens rote Tour), abgekürzt KDP, ist ein ungarischer Fernwanderweg.

## Details
Der KDP führt über 269 Kilometer von Zirc über Mór bis zur Bahnstation Piszke in Lábatlan an der Donau, durch die Komitate Fejér, Komárom-Esztergom und Veszprém. Er ist mit einem roten waagerechten Balken markiert und wird vom Ungarischen Naturfreundeverband (MTSZ) betreut. Koós Gábor aus Zirc war 1951 der erste Wanderer, der die Gesamtstrecke des KDP wanderte. Bis 2020  haben rund 550 Wanderer den entsprechenden Nachweis erbracht.

## Etappen
Der KDP lässt sich in folgende Etappen einteilen:
1. Zirc – Cuha-völgy – Porva-Csesznek vasútállomás (8,2 km)
2. Porva-Csesznek vasútállomás – Cuha-völgy – Kőpince-barlang – Kőpince-forrás – Vinye (6,0 km)
3. Vinye – Fenyőfő – Hálóvető-árok – Dancs-árok – Csárda-tető – Kőris-hegy (11,9 km)
4. Kőris-hegy – Boroszlán tanösvény – Odvas-kői-barlang – Cser-börc – Gerence-völgy (6,8 km)
5. Gerence-völgy – Pintér-árok – Töredezett-árok – Pápavár-alja (11,8 km)
6. Pápavár-alja – Felső-Hajag – Augusztin-tanya (9,8 km)
7. Augusztin-tanya – Közép-Hajag – Hárskút (6,9 km)
8. Hárskút – Gyertyánkút – Borzás-hegy – Papod – Mohos-kő – Eplény vasútállomás (13 km)
9. Eplény – Álmos-hegyi-tanösvény – Malom-völgy – Köves-kút – Alsópere (7,3 km)
10. Alsópere – Szúnyog-völgy – Öreg-Futóné (4,9 km)
11. Öreg-Futóné – Kis-Futóné – Kális-tó – Bátorkő – Gazsi-lik – Vár-völgy – Várpalota (11,7 km)
12. Várpalota – Inotai víztározó – Inota – Hideg-völgy – Baglyas-hegy (10,2 km)
13. Baglyas-hegy – Csór – Piramita-hegy – Iszkaszentgyörgy – Schloss Iszkaszentgyörgy (11,3 km)
14. Iszkaszentgyörgy – Kő-hegy – Szeg-hegy – Vontató-hegy – Fehérvárcsurgói-víztároló (8,0 km)
15. Fehérvárcsurgói-víztároló – Gúttamási – Isztimér (7,0 km)
16. Isztimér – Burok-völgy – Bükkös-árok – Hárs-hegy – Hamuház (15,1 km)
17. Hamuház – Dorró-hegy – Szalmavár – Kisgyóni Természetbarát Telep (4,7 km)
18. Kisgyóni Természetbarát Telep – Honvéd–Szondi-kulcsosház – Balinka, Mecsértelep (5,1 km)
19. Mecsértelep – Velegi-vízfolyás – Feneketlen-tó – Hancsákos-hegy – Mór, Lamberg-kastély (11,8 km)
20. Mór – Szent Vendel-kápolna – Lipa-kúti-völgy – Vályus-kút – Pusztavám, Budalakk gyár (6,9 km)
21. Pusztavám Ipartelep – Cica-homok – Tekert Iharfa-tisztás – Oroszlány vasútállomás (13,7 km)
22. Oroszlány – Evangélikus templom – Majkpuszta – Vértessomló (6,8 km)
23. Vértessomló – Szép Ilonka-forrás – Kis-szállás-hegy – Vinya-Bükki-völgy – Szár, pincesor – Szár (15,7 km)
24. Szár – Zuppa-tető – Nagyegyháza – Óbarok (11,5 km)
25. Óbarok – Dobogó – románkori templomrom – Csabdi (5,1 km)
26. Csabdi – Vasztély D – Tükröspuszta – Somlyóvár, kulcsosház (10,2 km)
27. Somlyóvár, kulcsosház – Csurgó-hegy – Tarján (7,3 km)
28. Tarján – Szent László-patak – Kiss-tanya – Sili-tanya – Héreg – Tájház – Héreg autóbusz-állomás (4,6 km)
29. Héreg – Erdészház – Király-kút – Kis-Király-kút – Kajmát-tető – Cigány-bükk – Vízválasztó – Pusztamarót (6,5 km)
30. Pusztamarót – Maróti-hegy – Domoszlói-tető – Nyagda-tető – Öreg-hegy – Lábatlan, Március 15-e tér – Piszke vasútállomás (9,5 km)

## Galerie der Stempelstellen
Am Zielpunkt jeder Etappe befindet sich eine Stempelstelle.

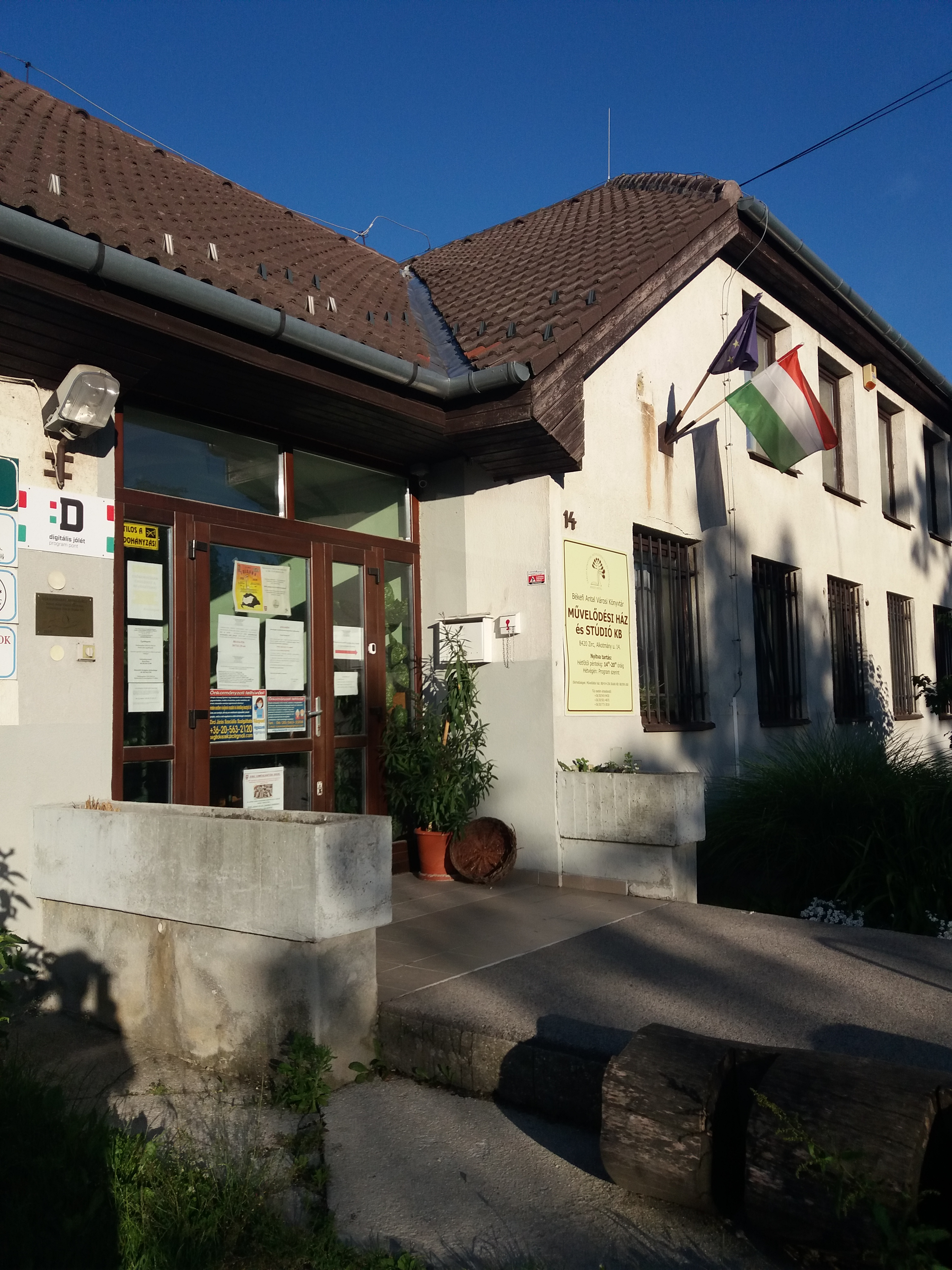
Zirc (Stempel 1)
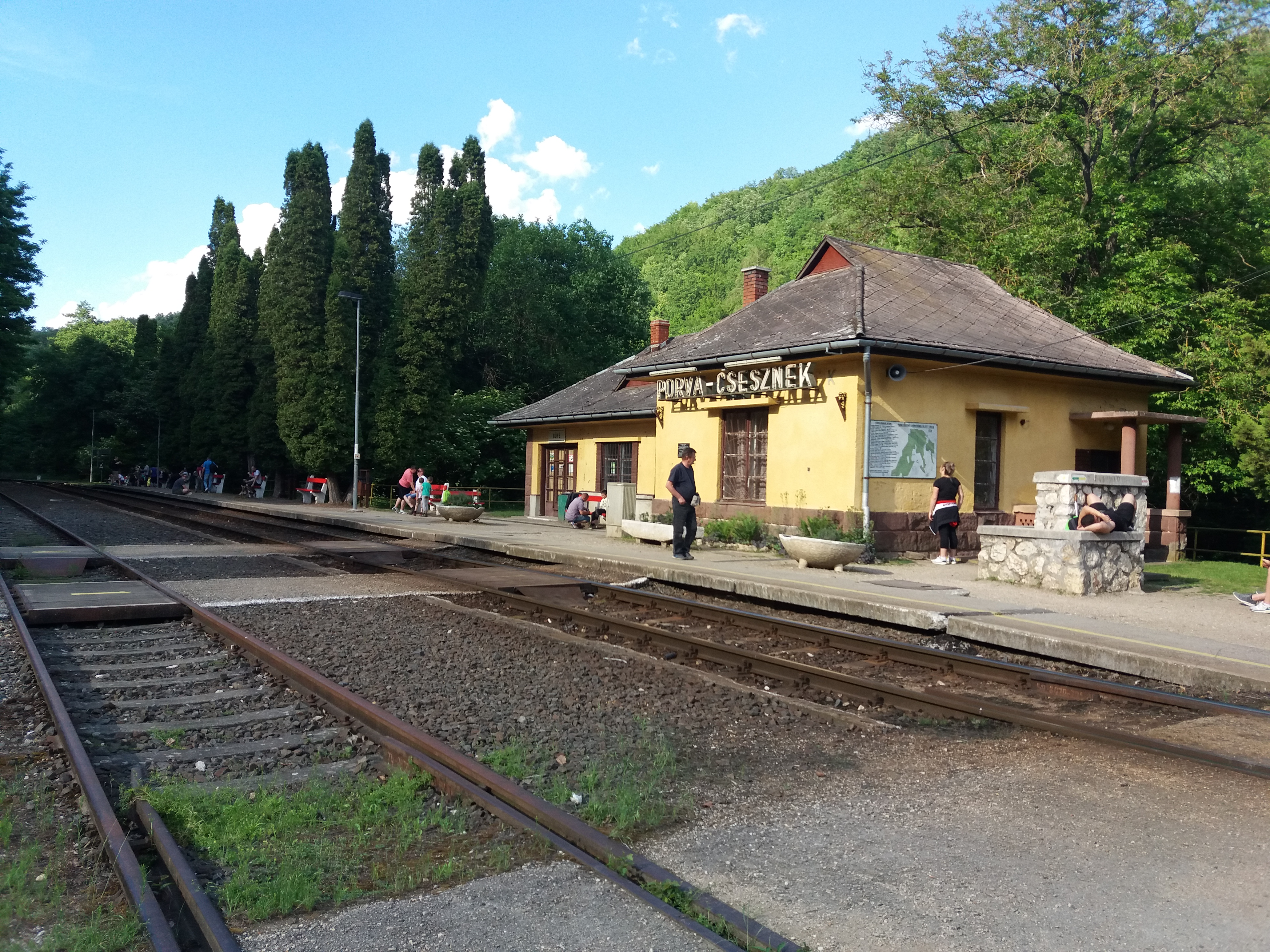
Bahnstation Porva-Csesznek (Stempel 2)
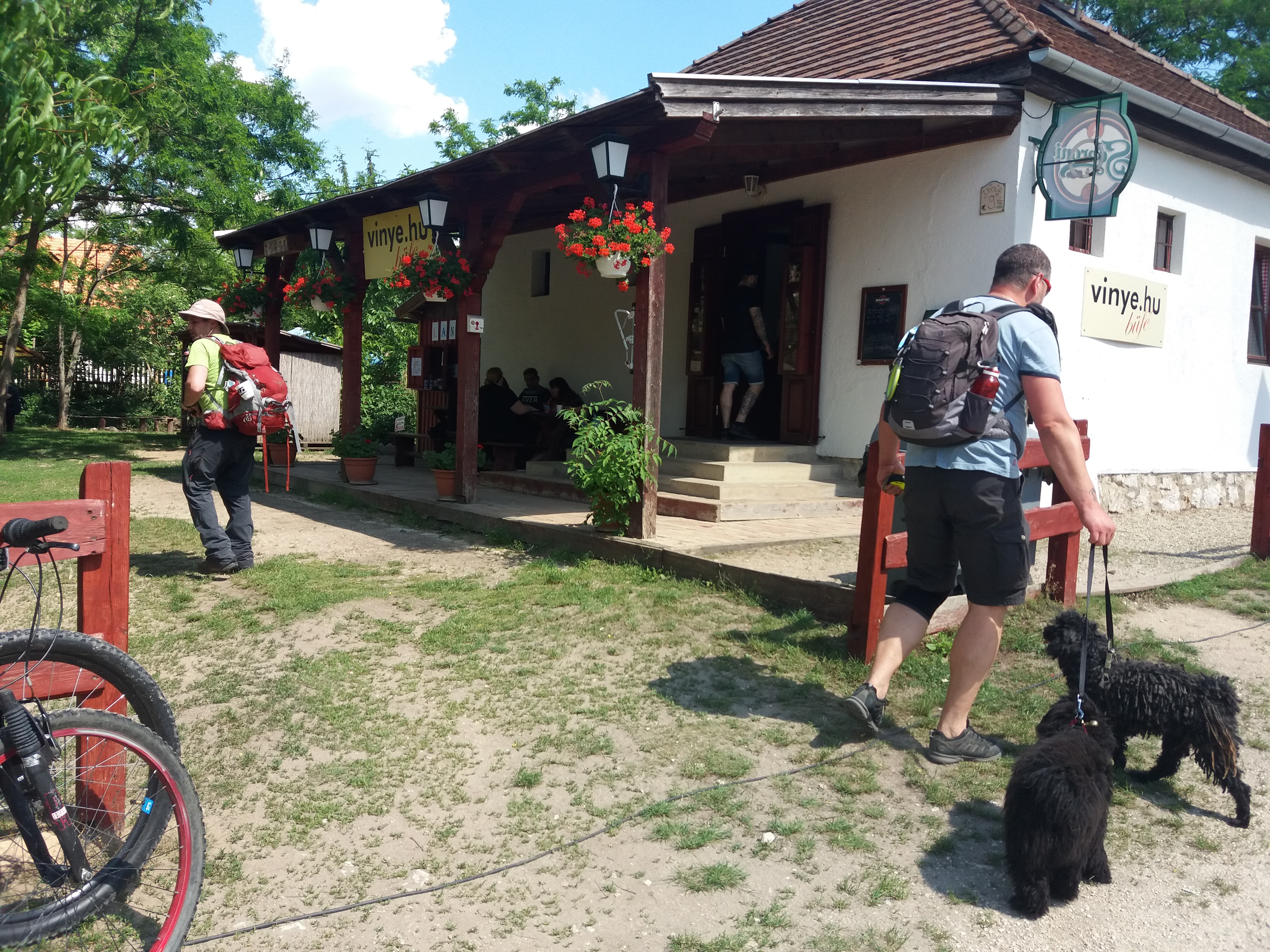
Vinye büfé (Stempel 3)
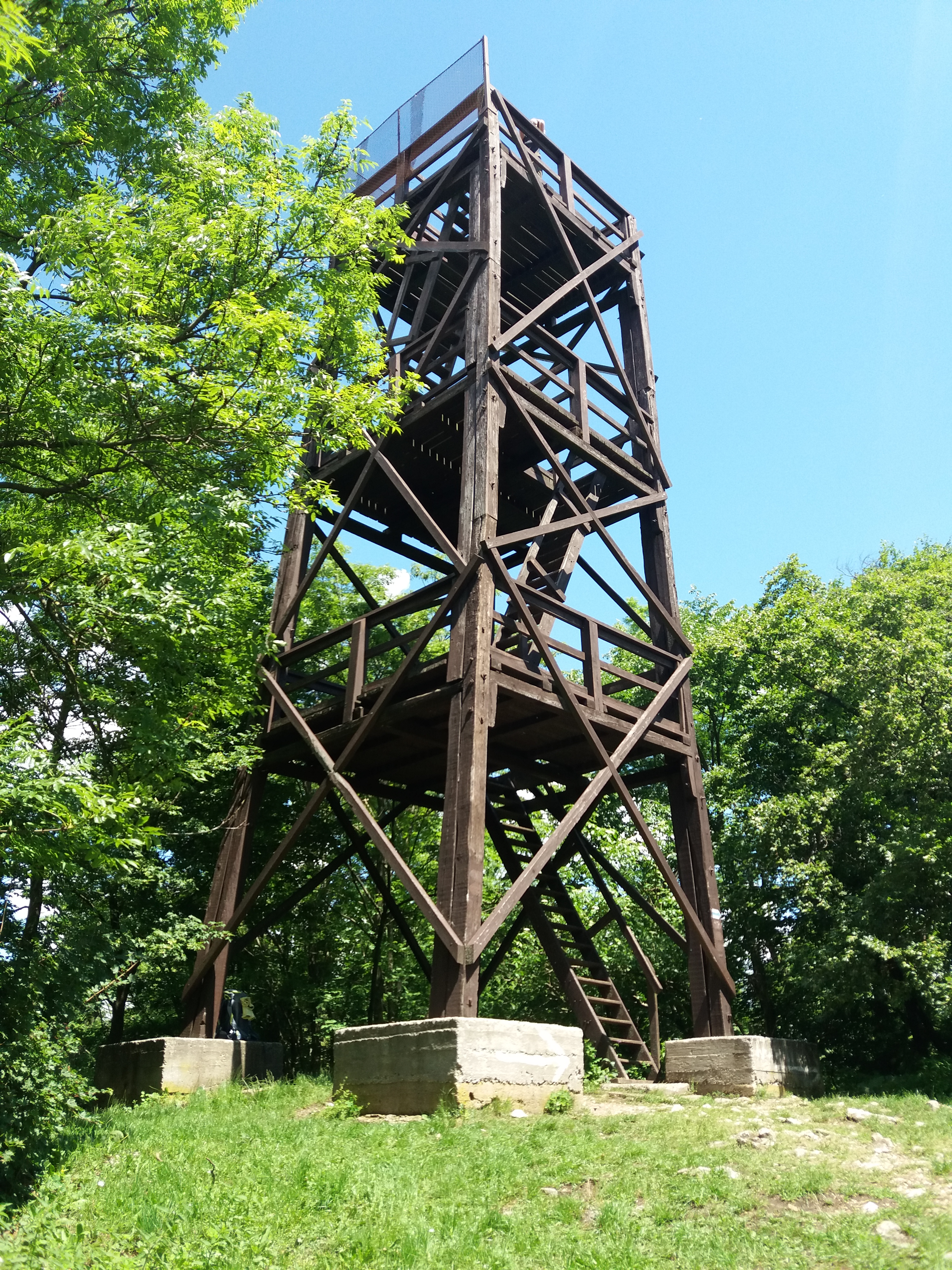
Kőris-hegy (Stempel 4)
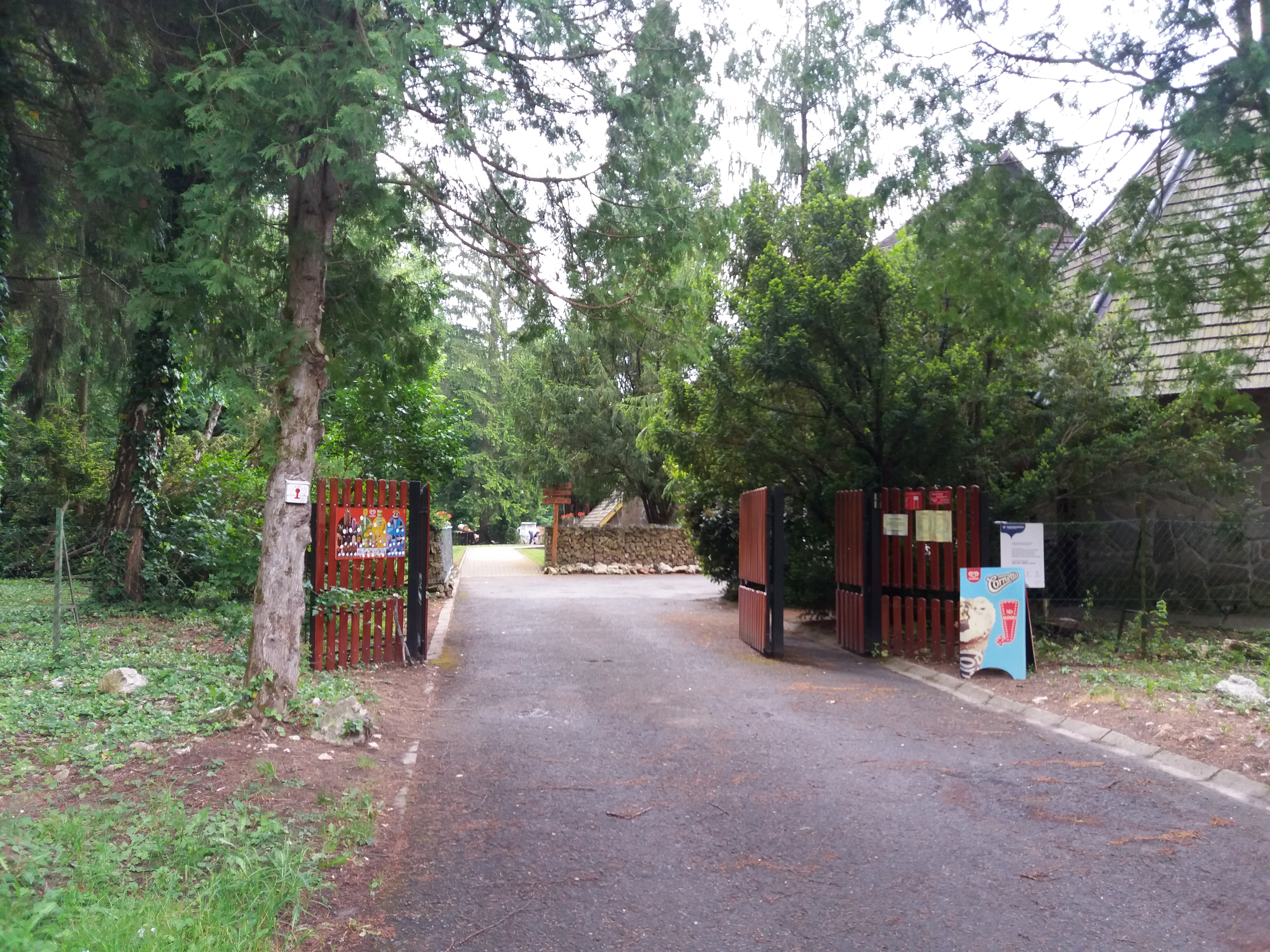
Gerence-völgy (Stempel 5)
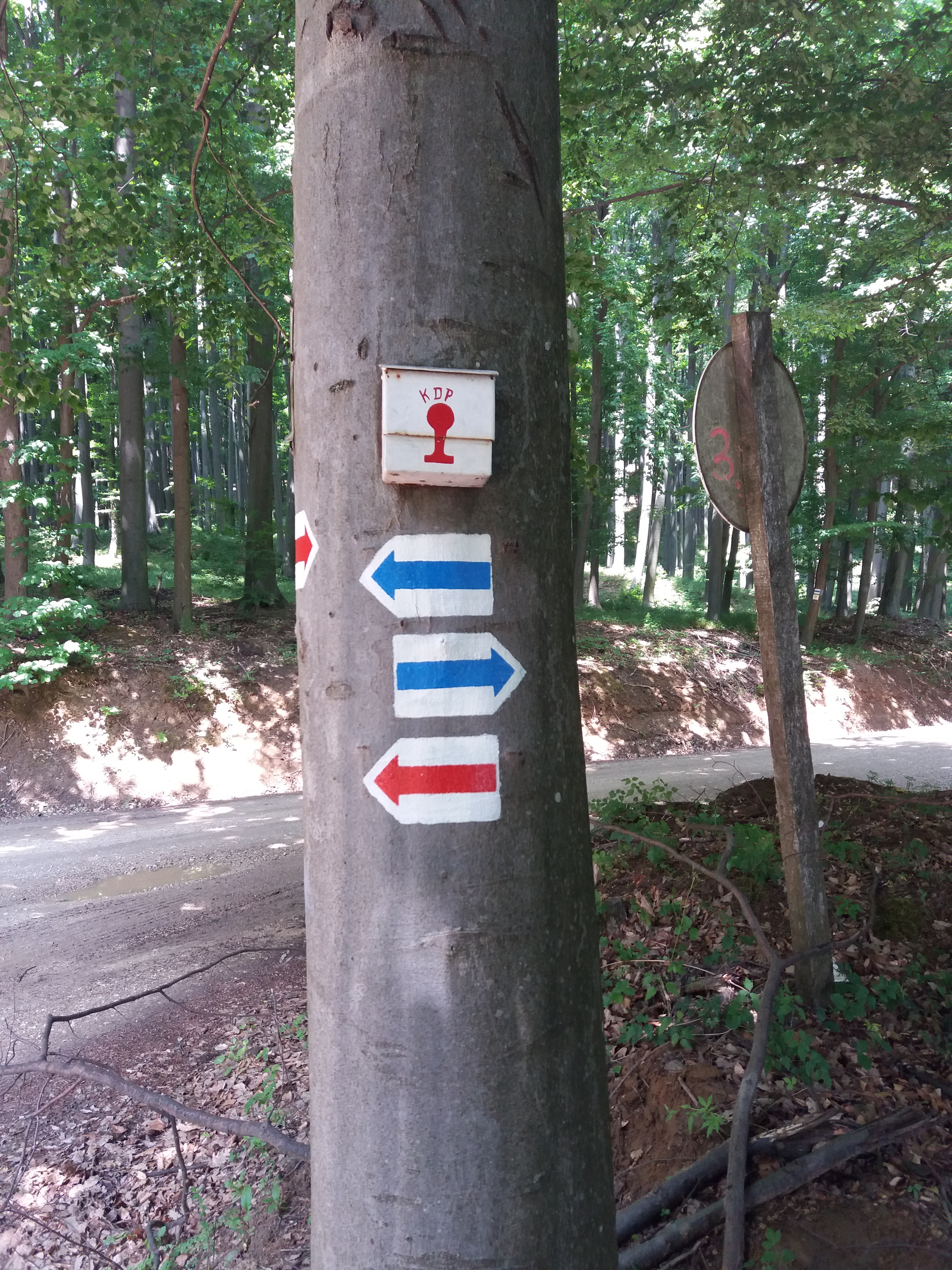
Pápavár-alja (Stempel 6)
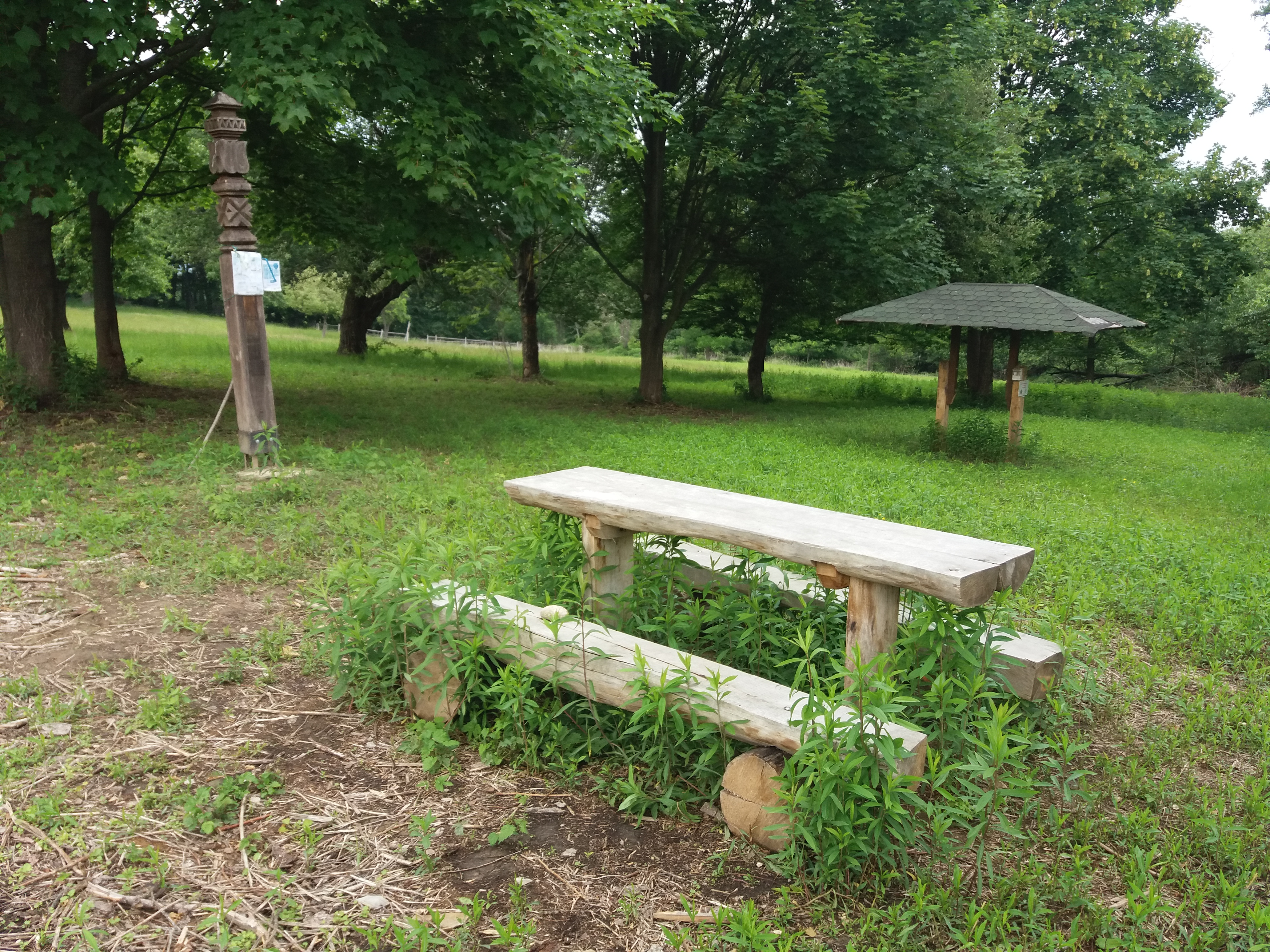
Augusztin-tanya (Stempel 7)
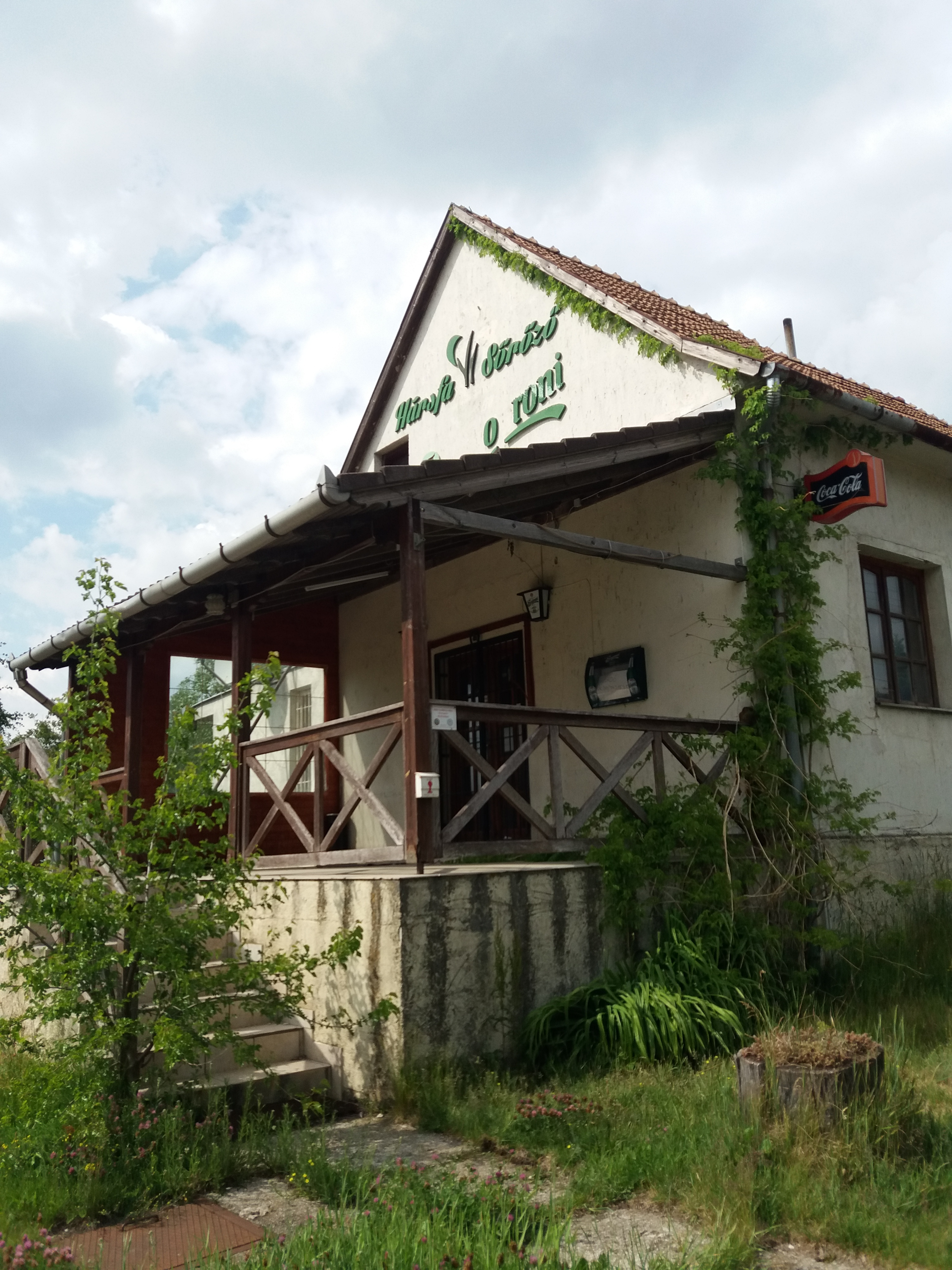
Hárskút (Stempel 8)
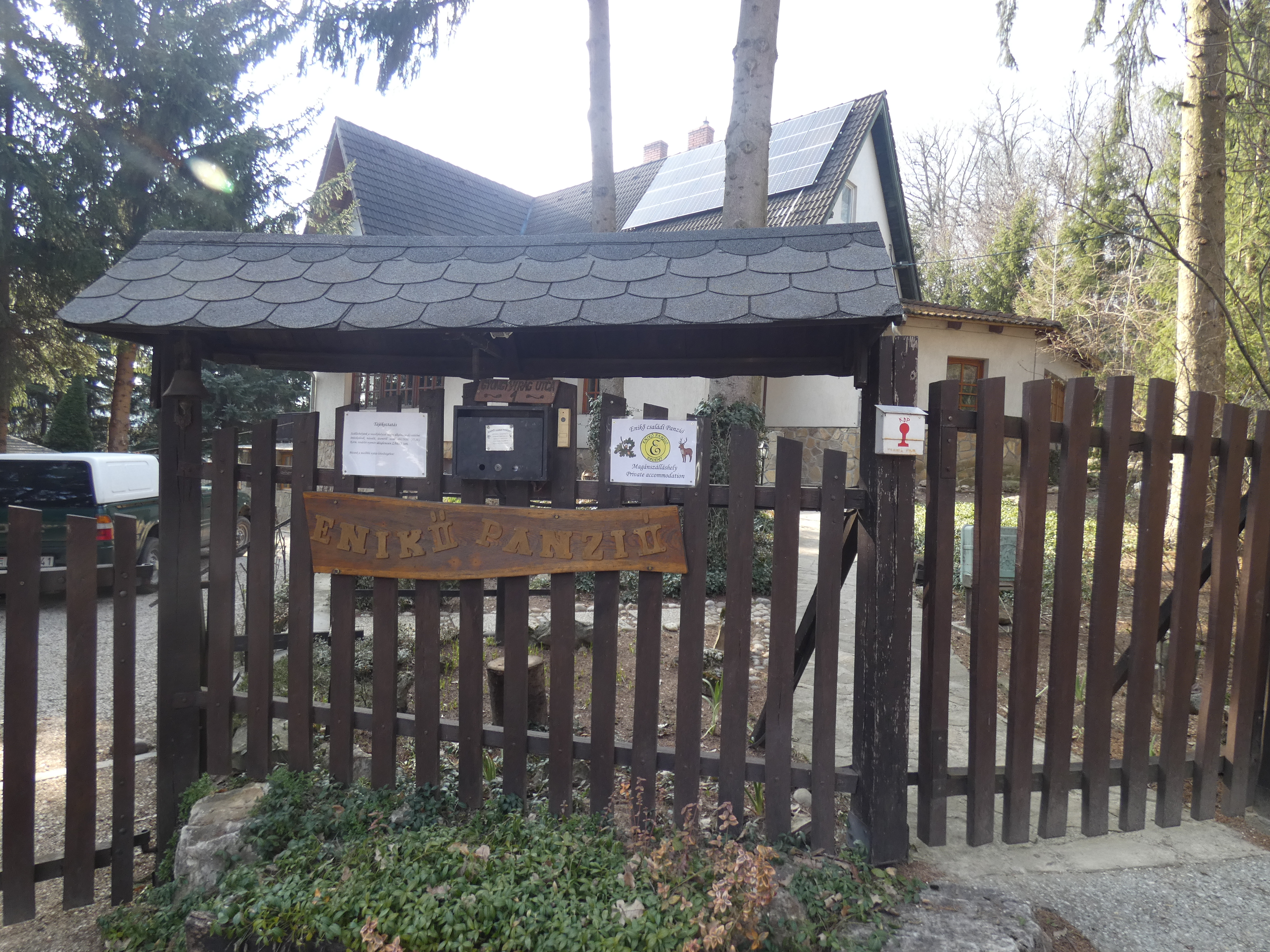
Eplény (Stempel 9)
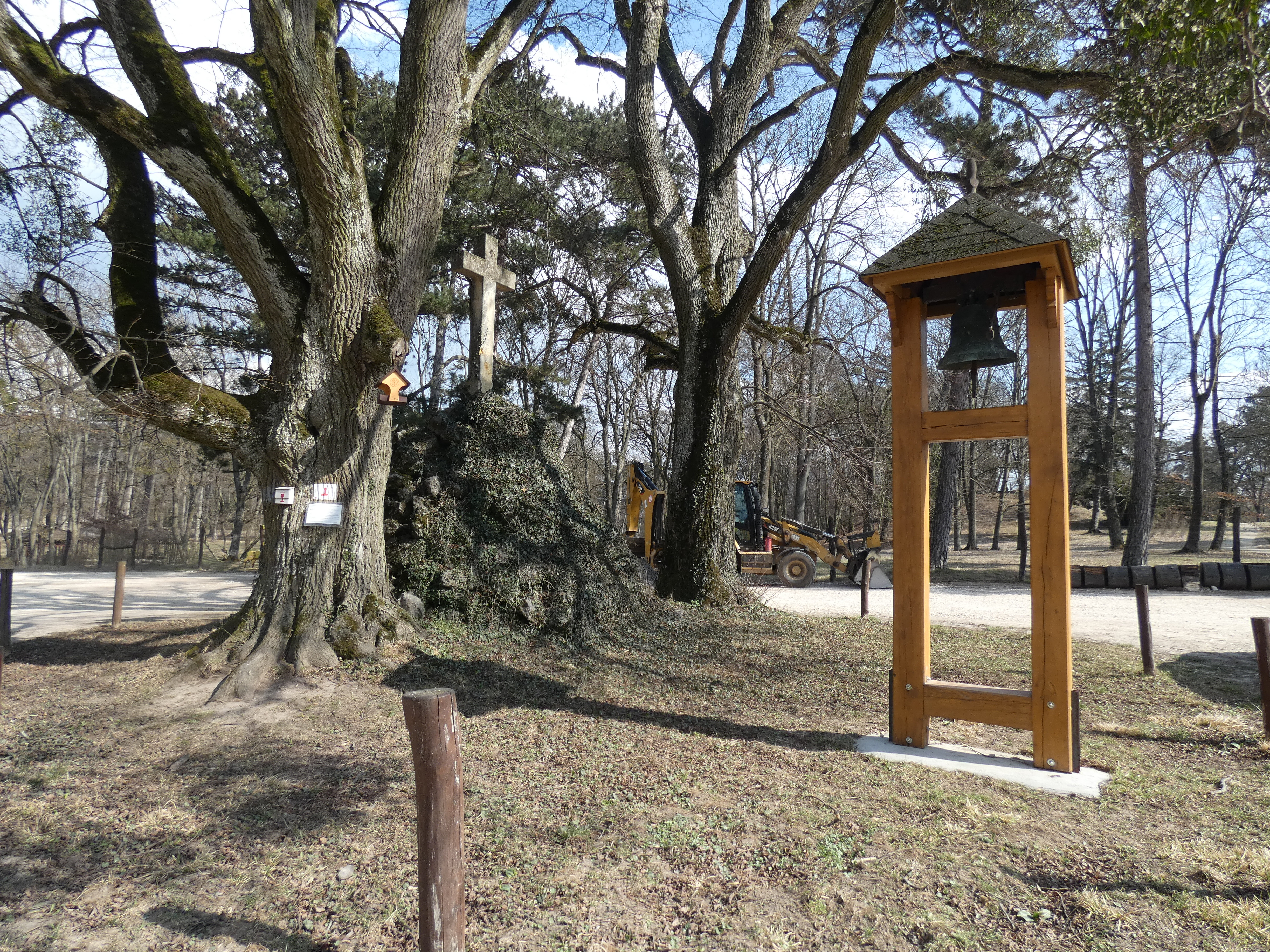
Alsópere (Stempel 10)
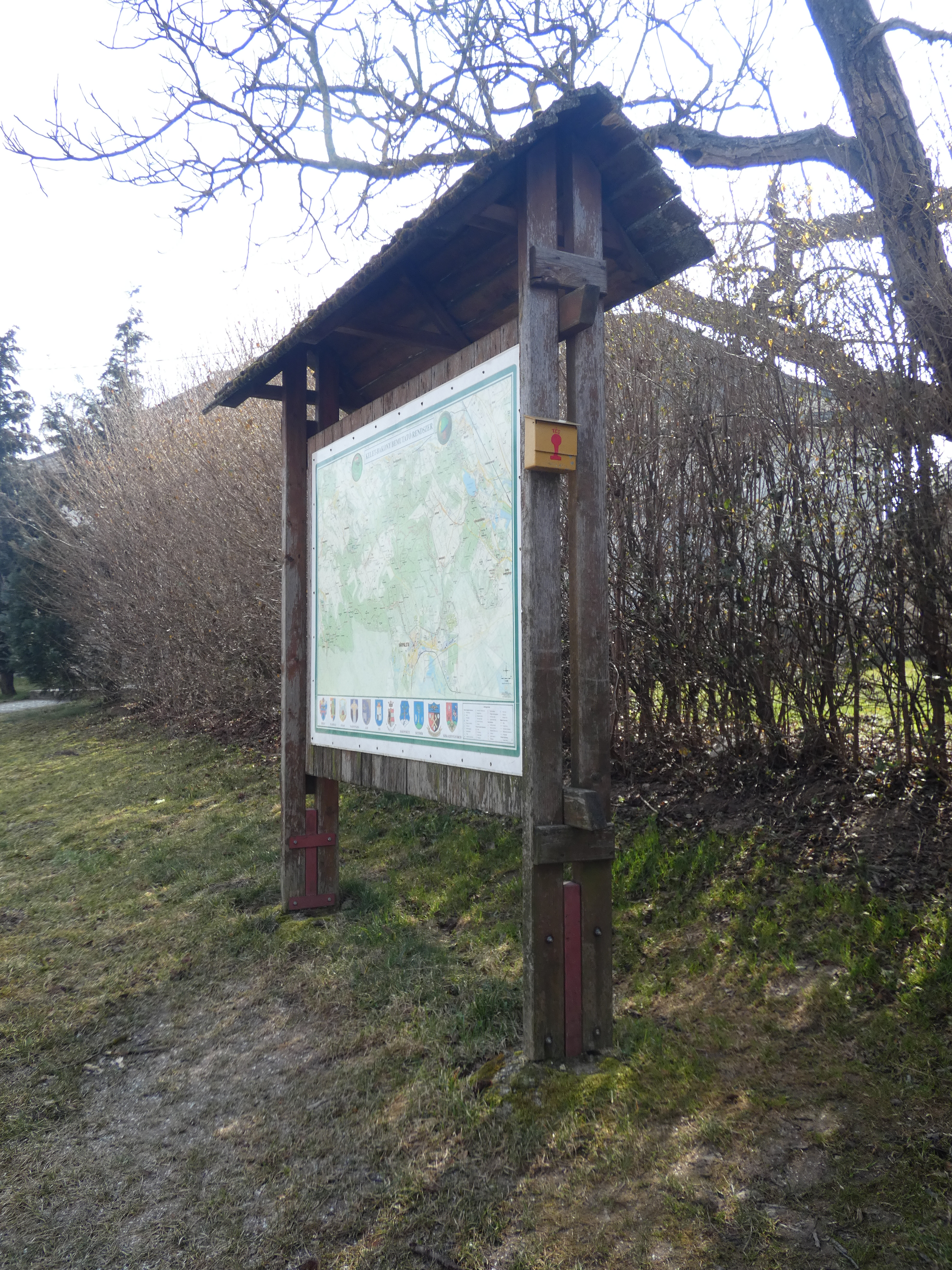
Tés (Stempel 11)
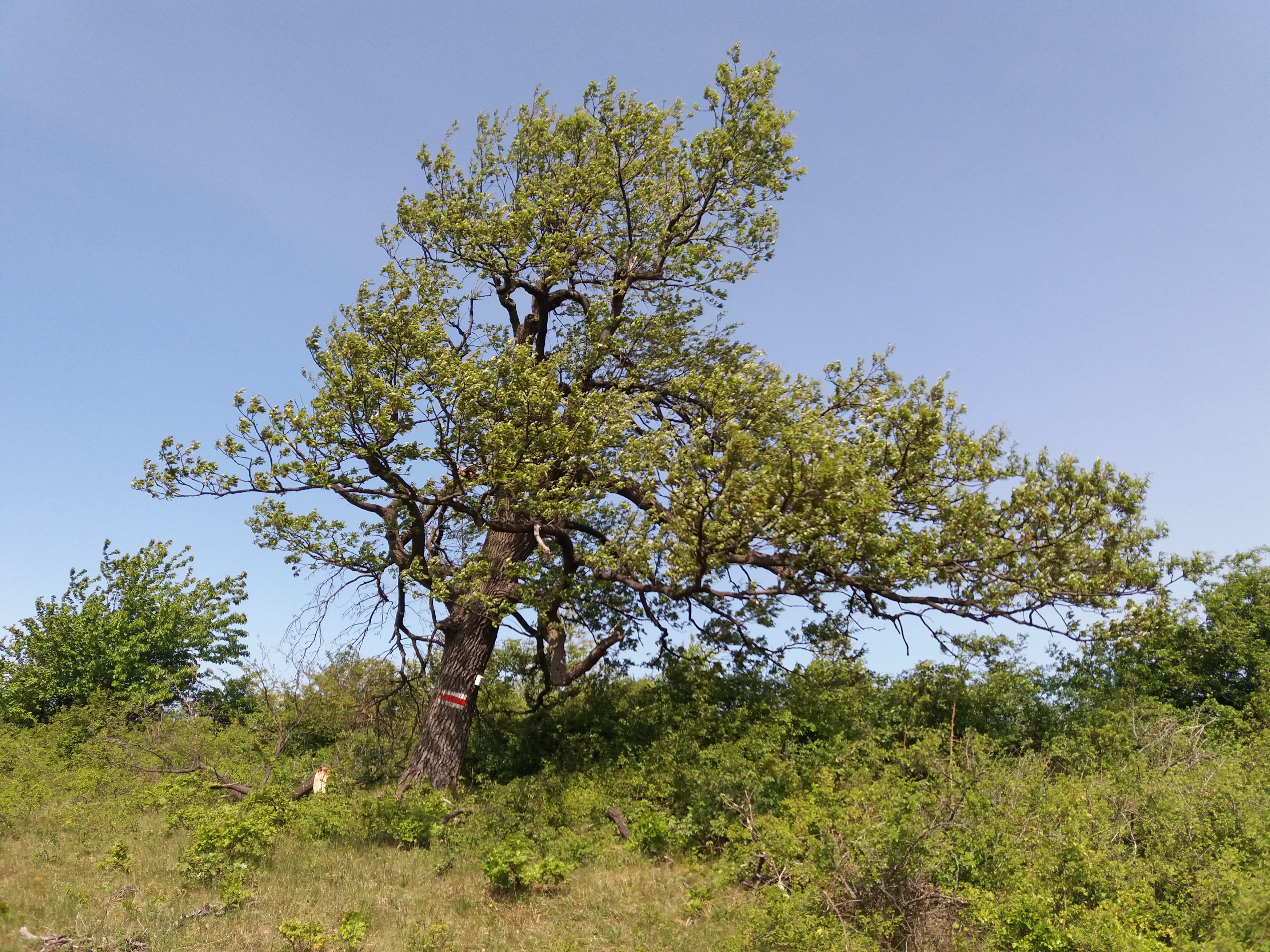
Márkus szekrénye (Stempel 12)
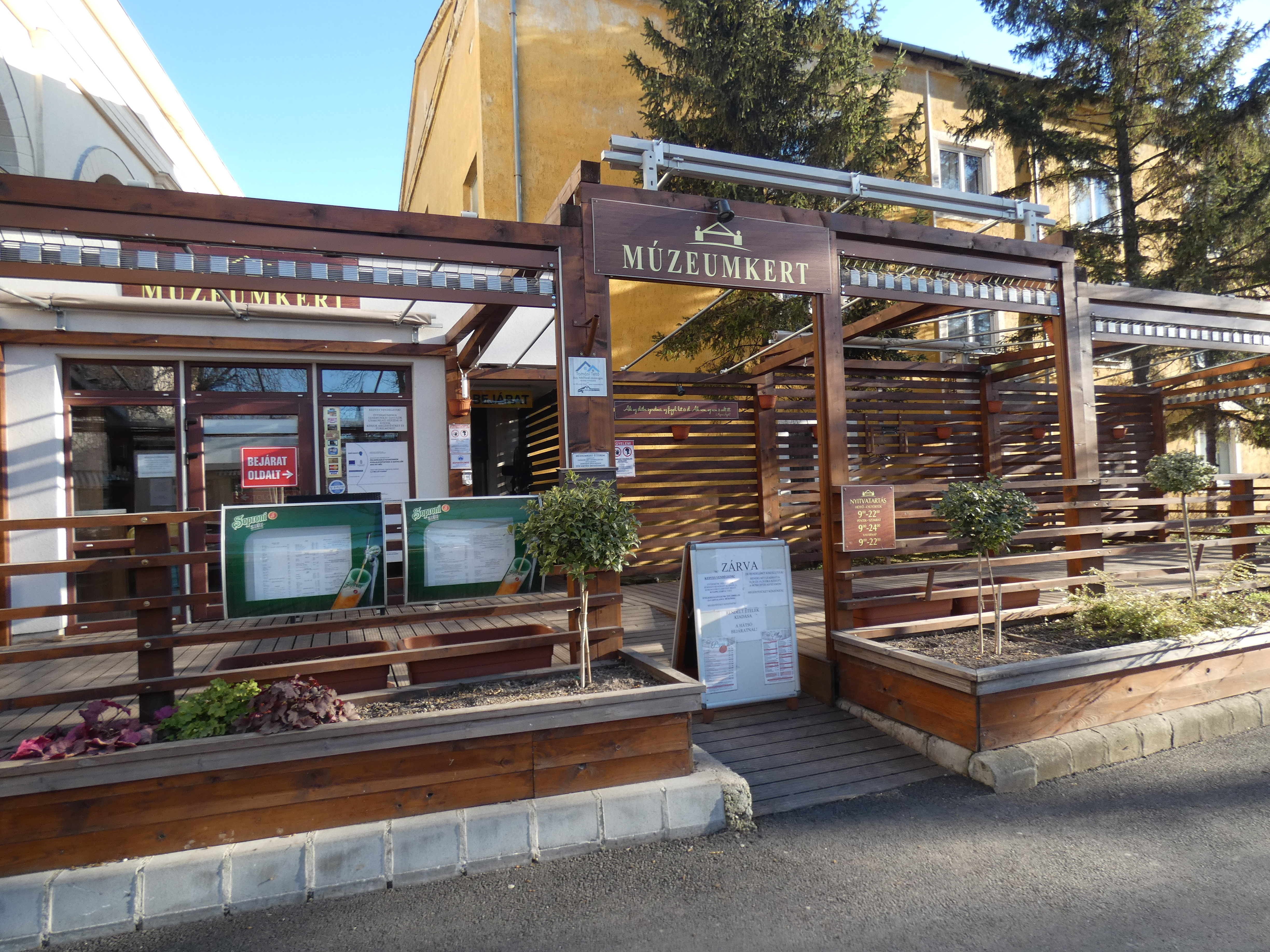
Várpalota (Stempel 13)
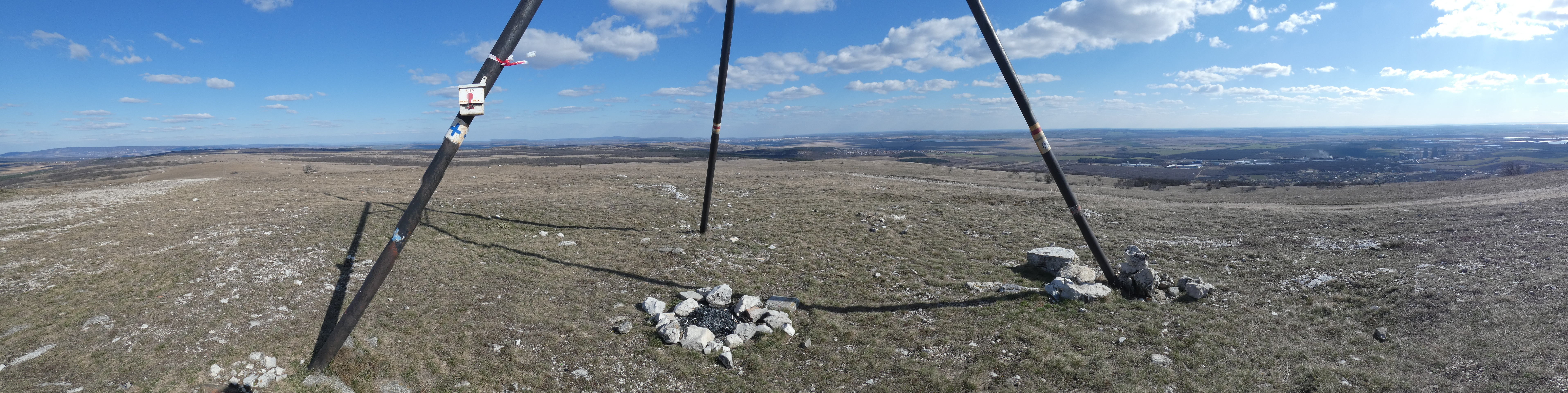
Baglyas-hegy (Stempel 14)
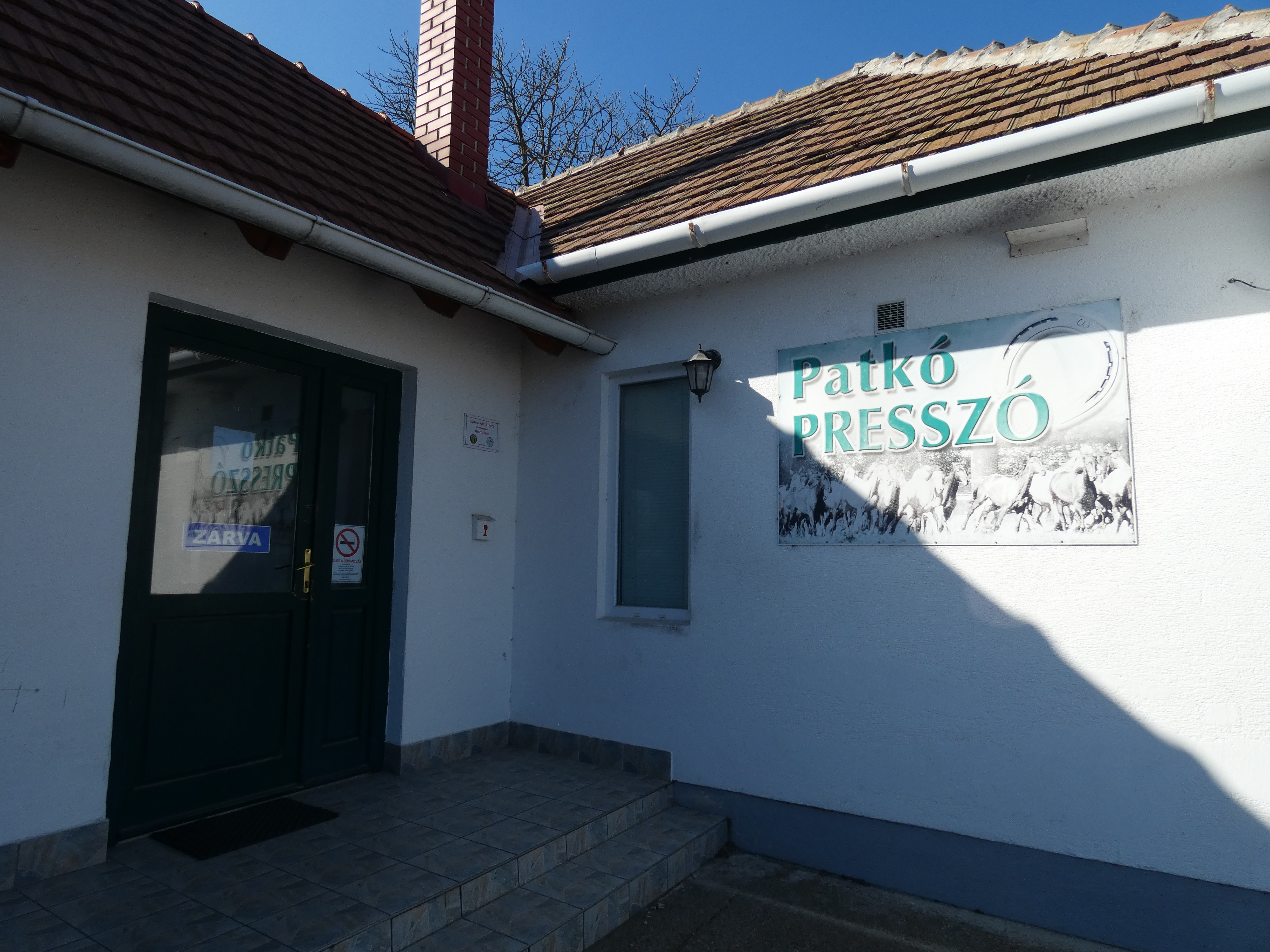
Iszkaszentgyörgy (Stempel 15)
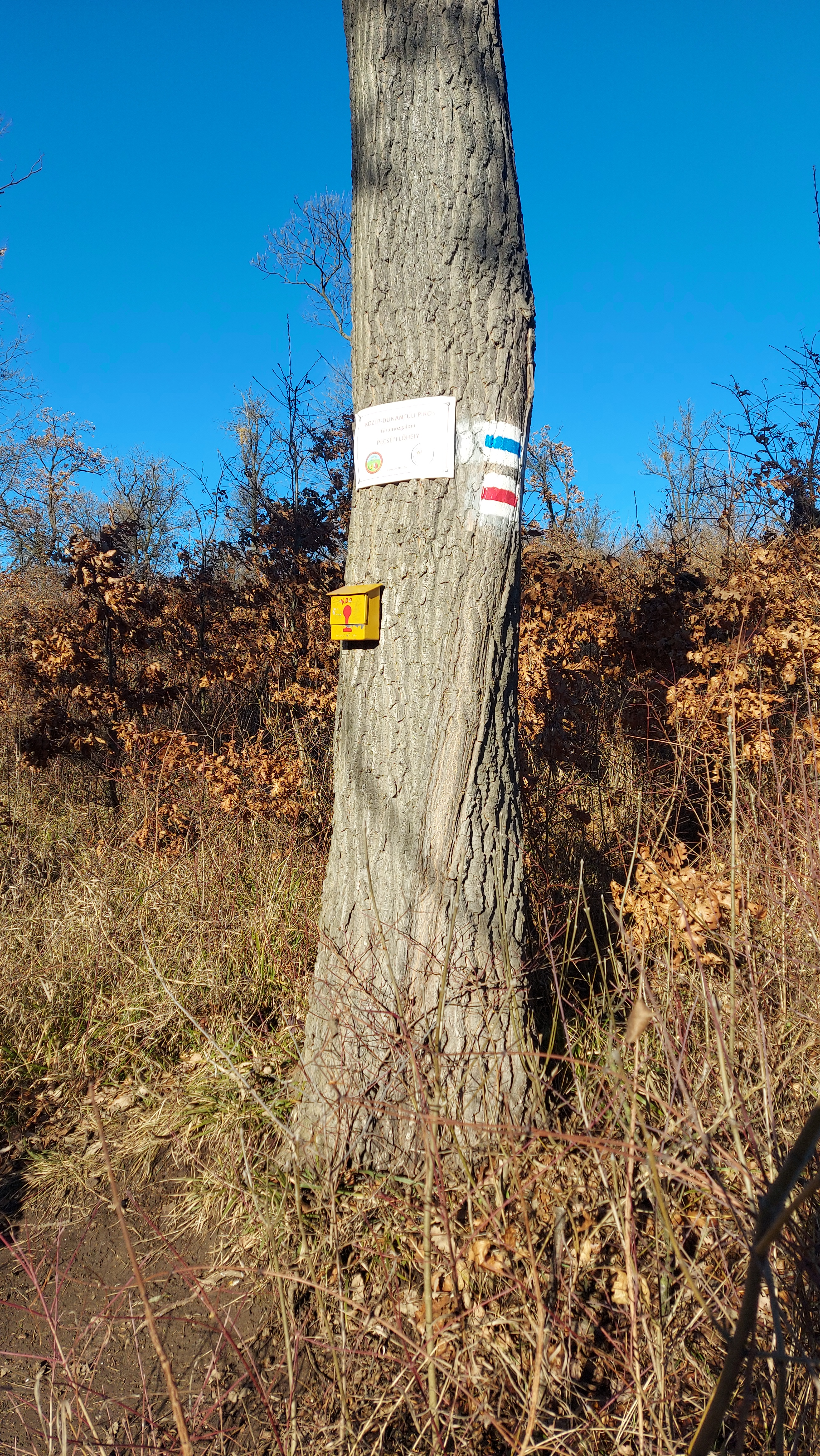
Fehérvárcsurgó (Stempel 16)
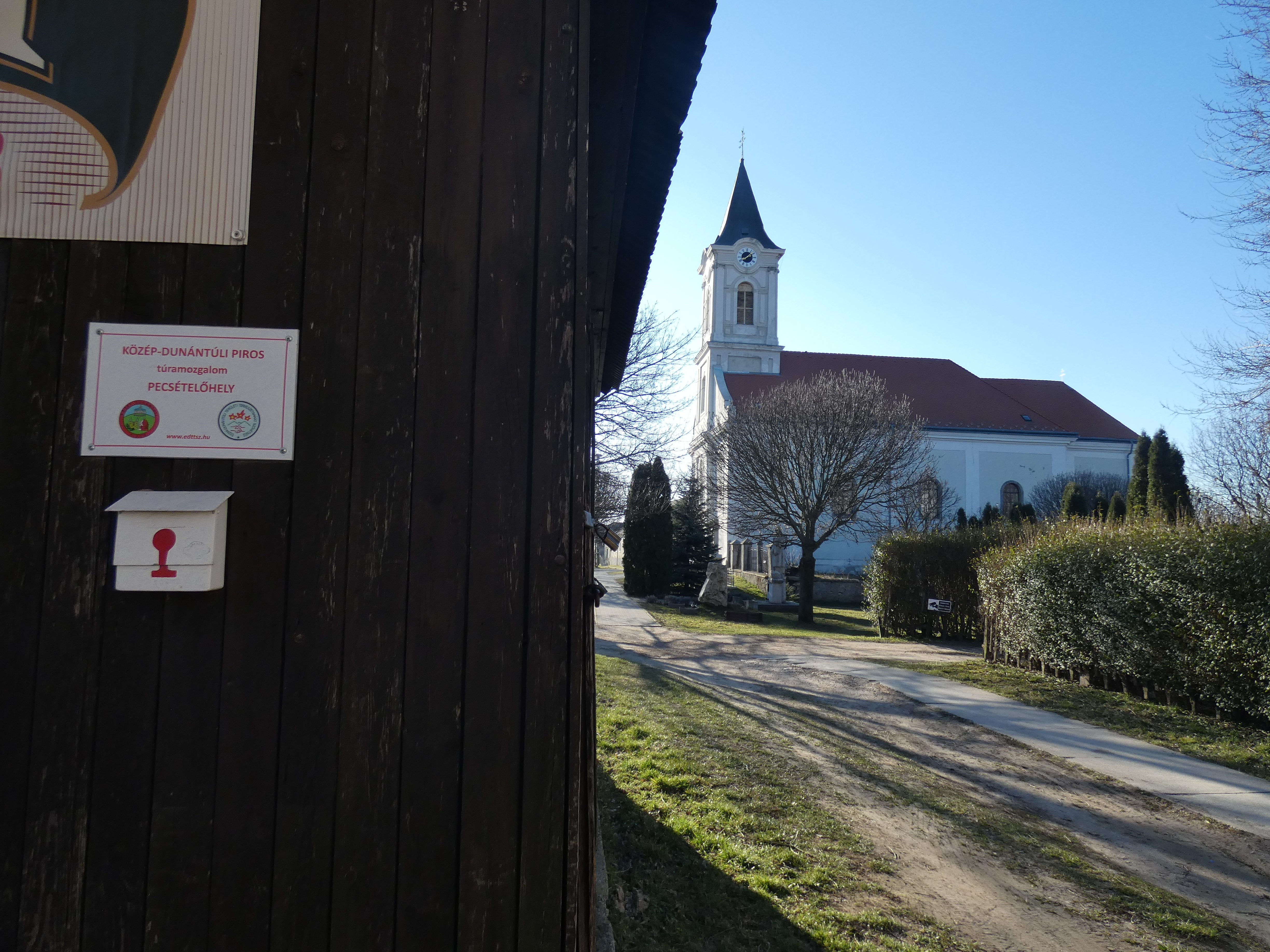
Isztimér (Stempel 17)
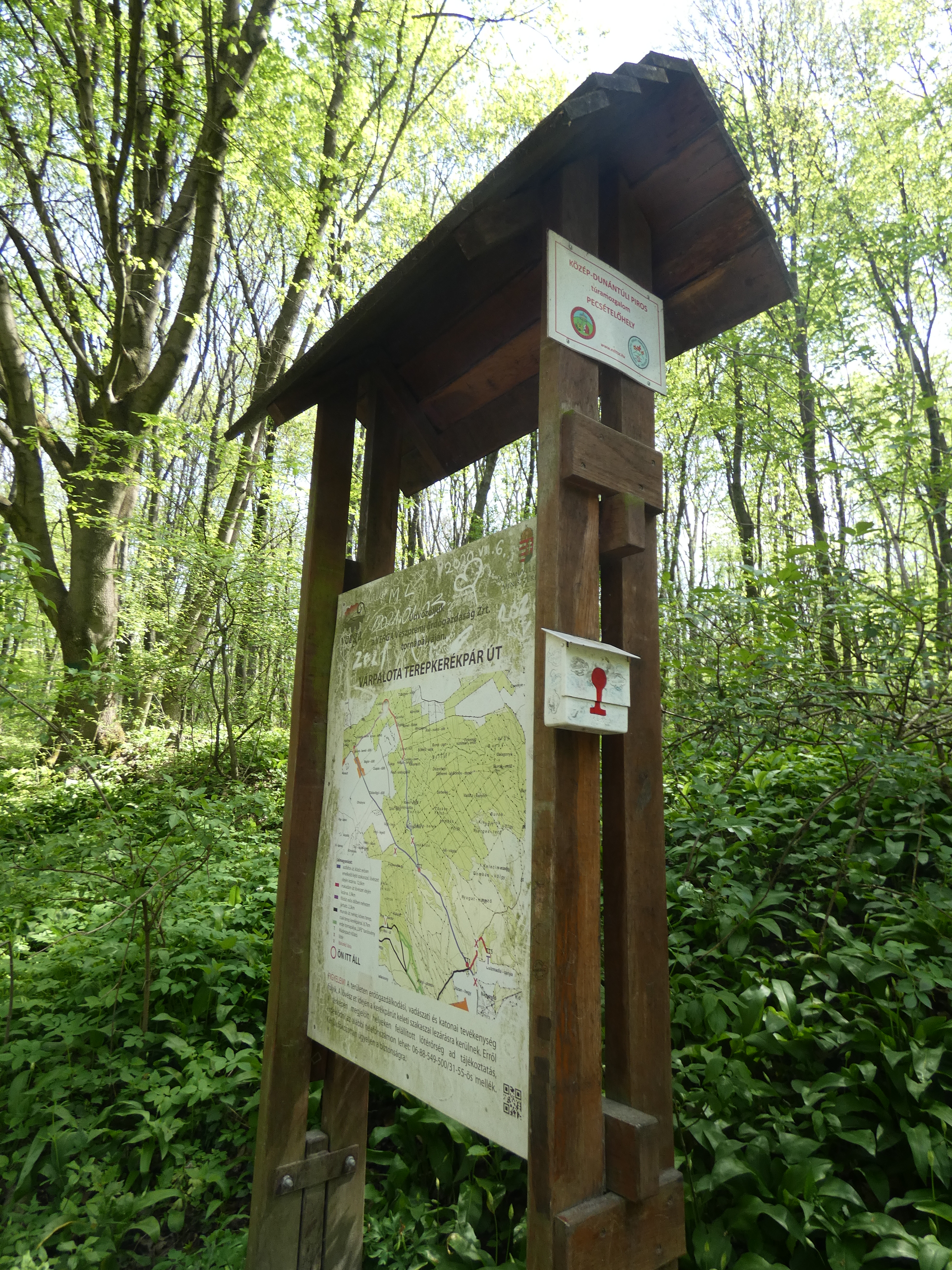
Hamuház (Stempel 18)
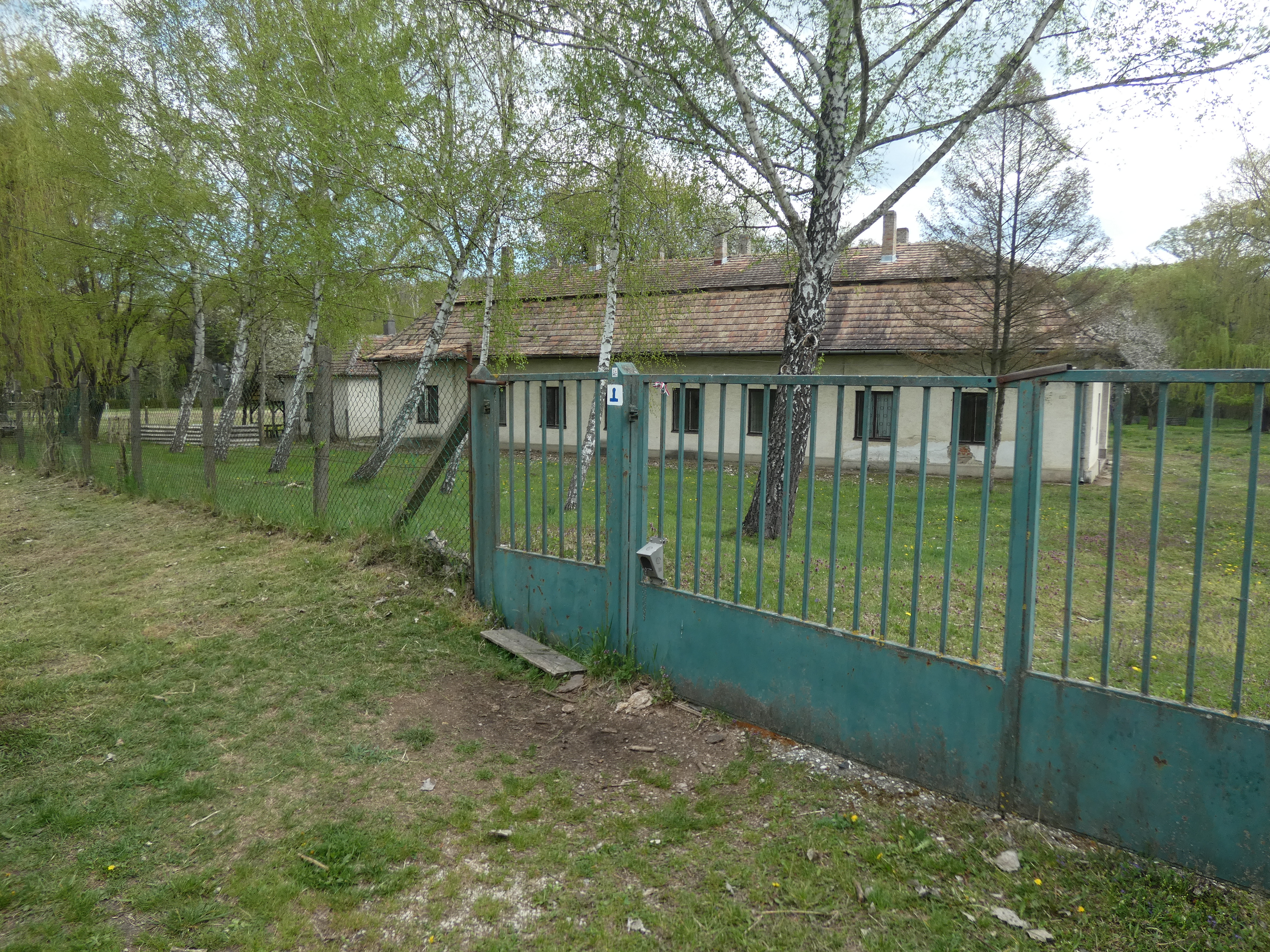
Kisgyón (Stempel 19)
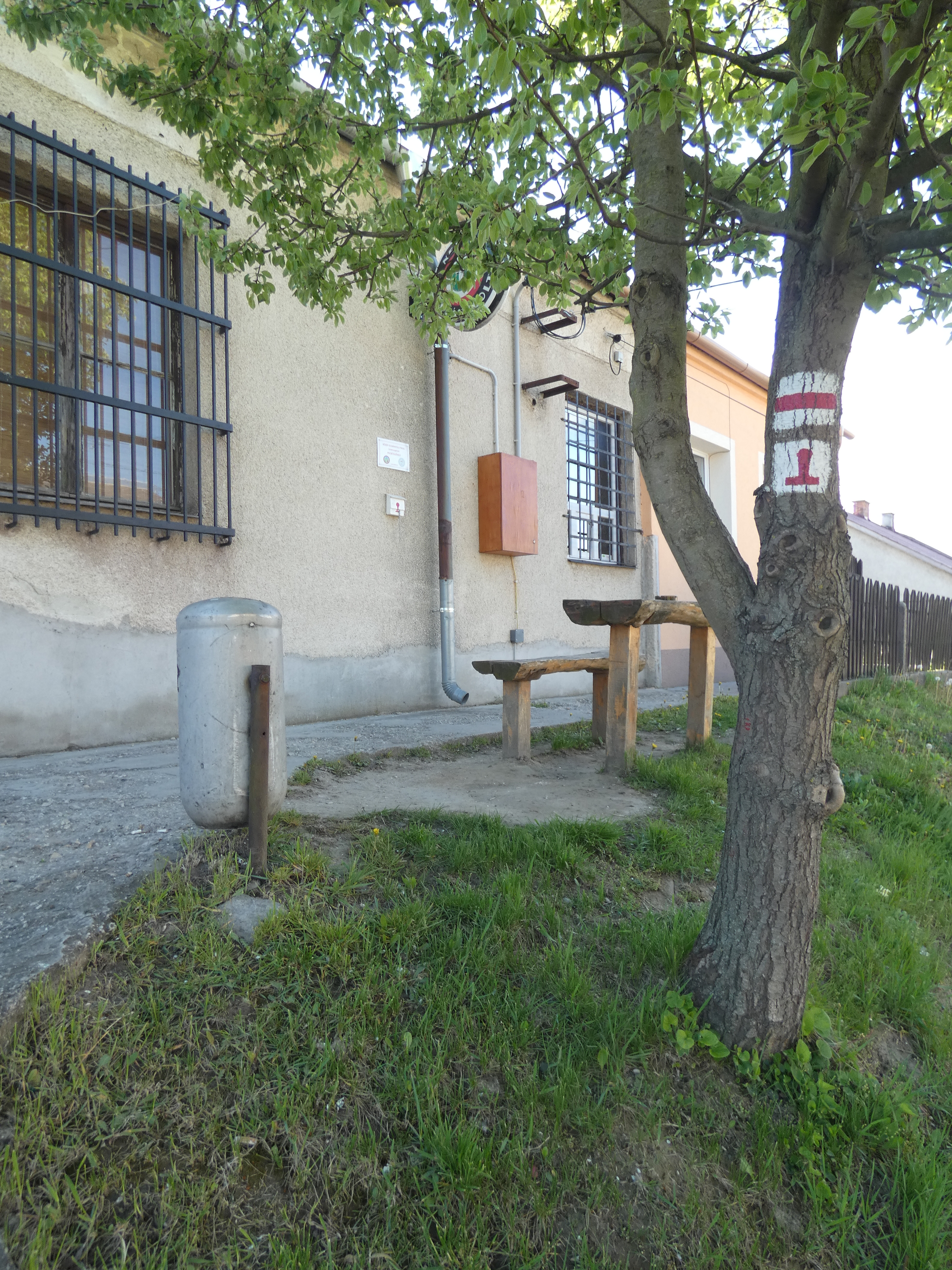
Mecsér-telep (Stempel 20)
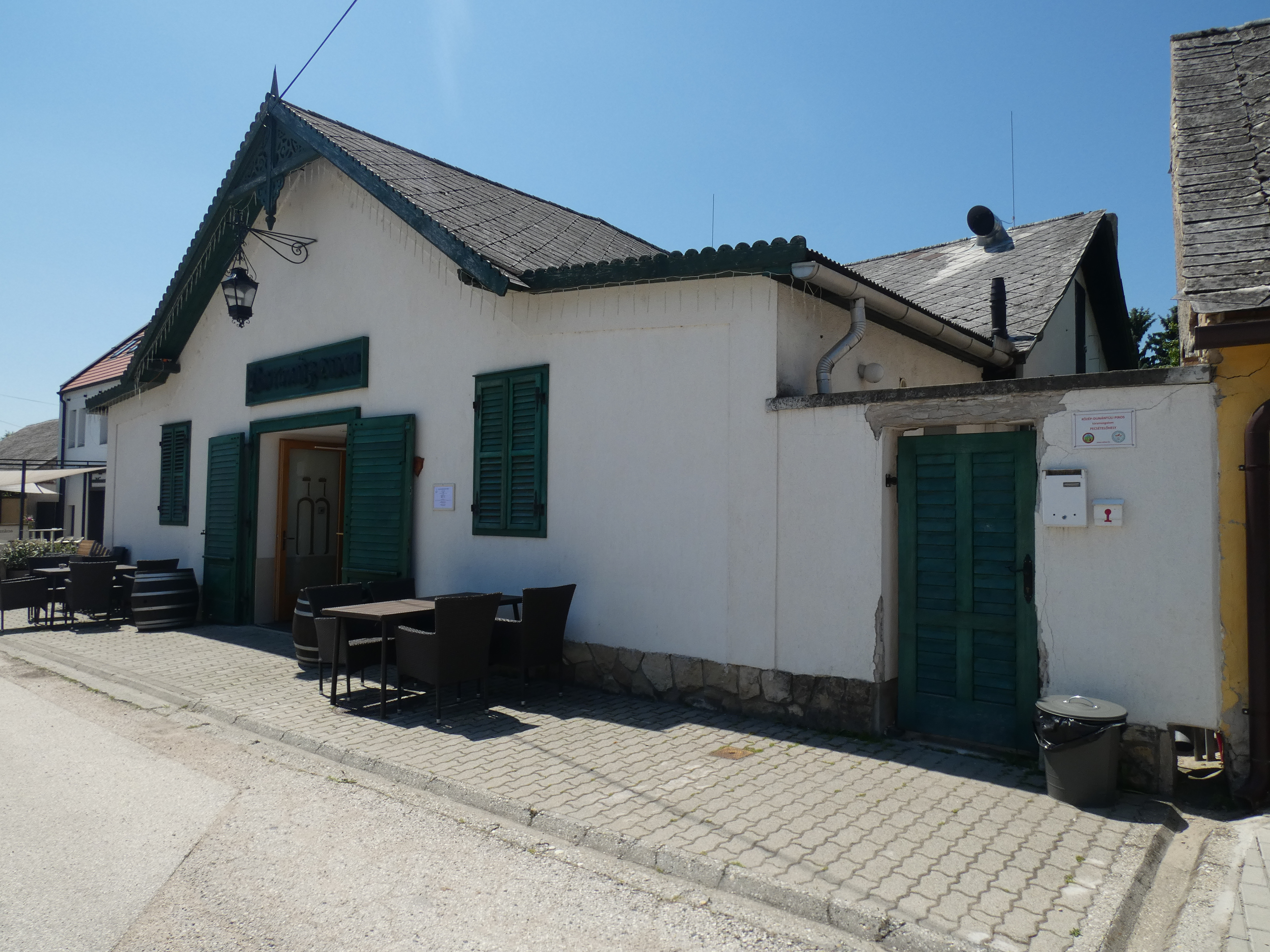
Mór (Stempel 21)
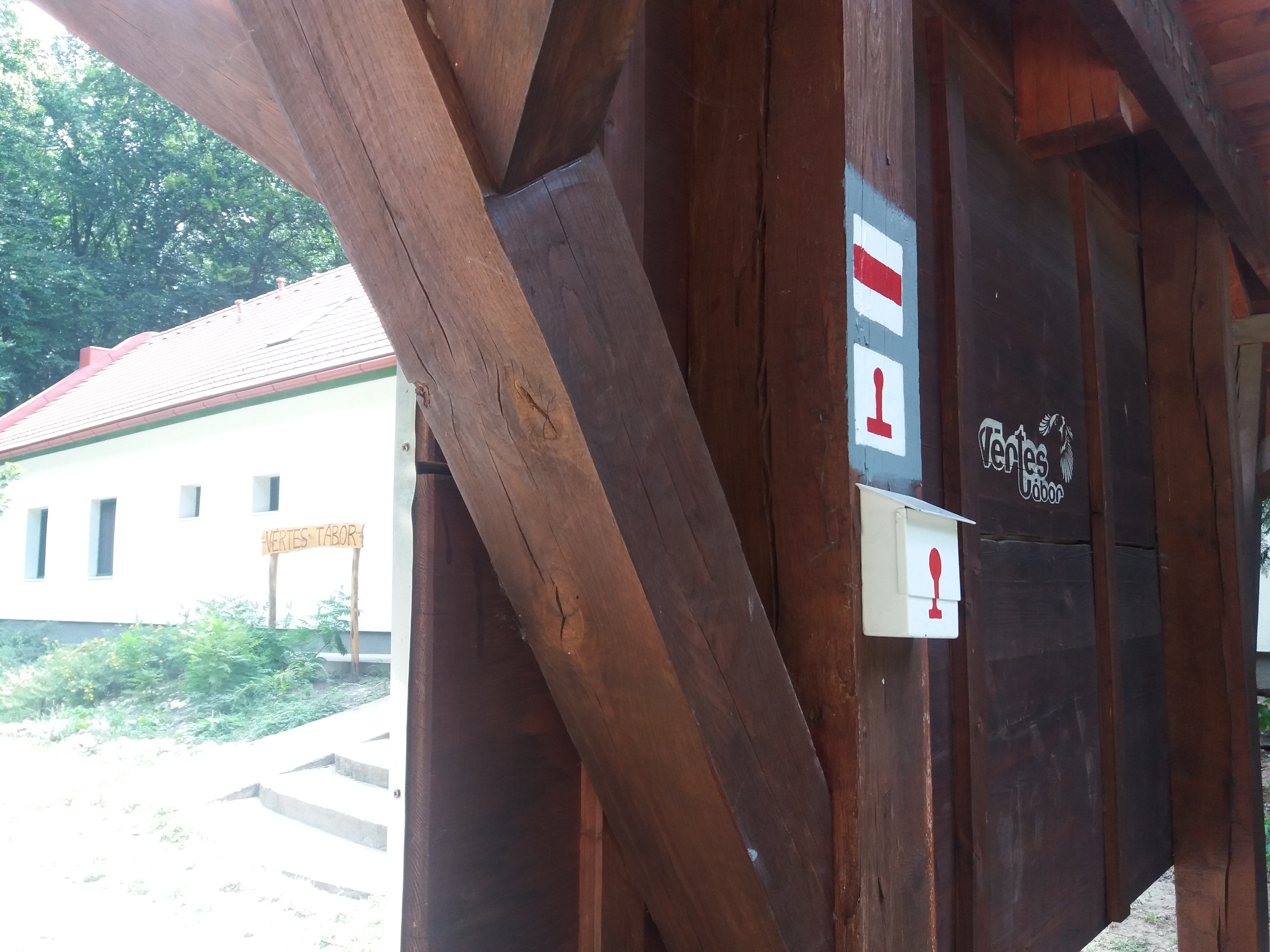
Pusztavám (Stempel 22)
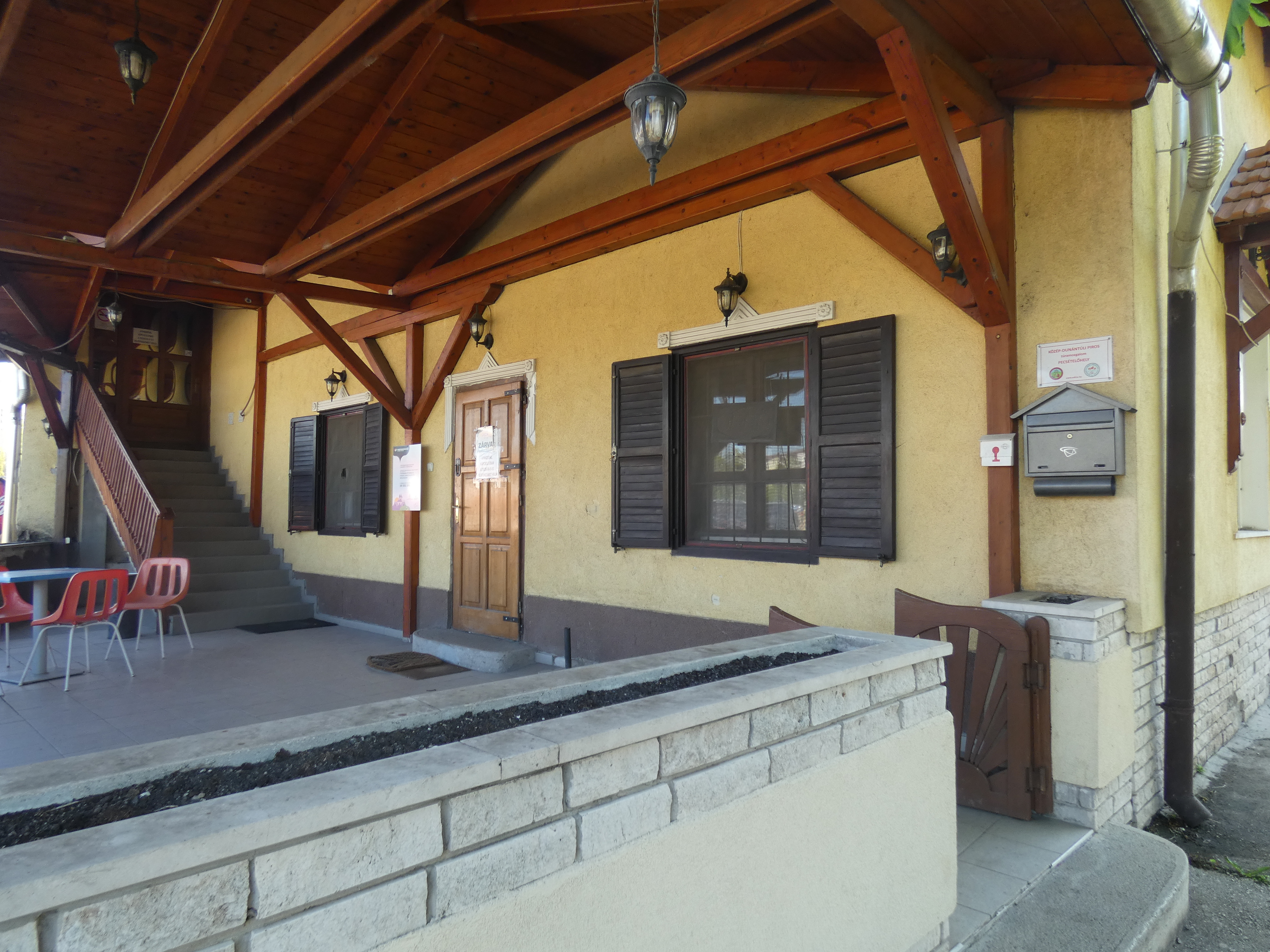
Oroszlány (Stempel 23)
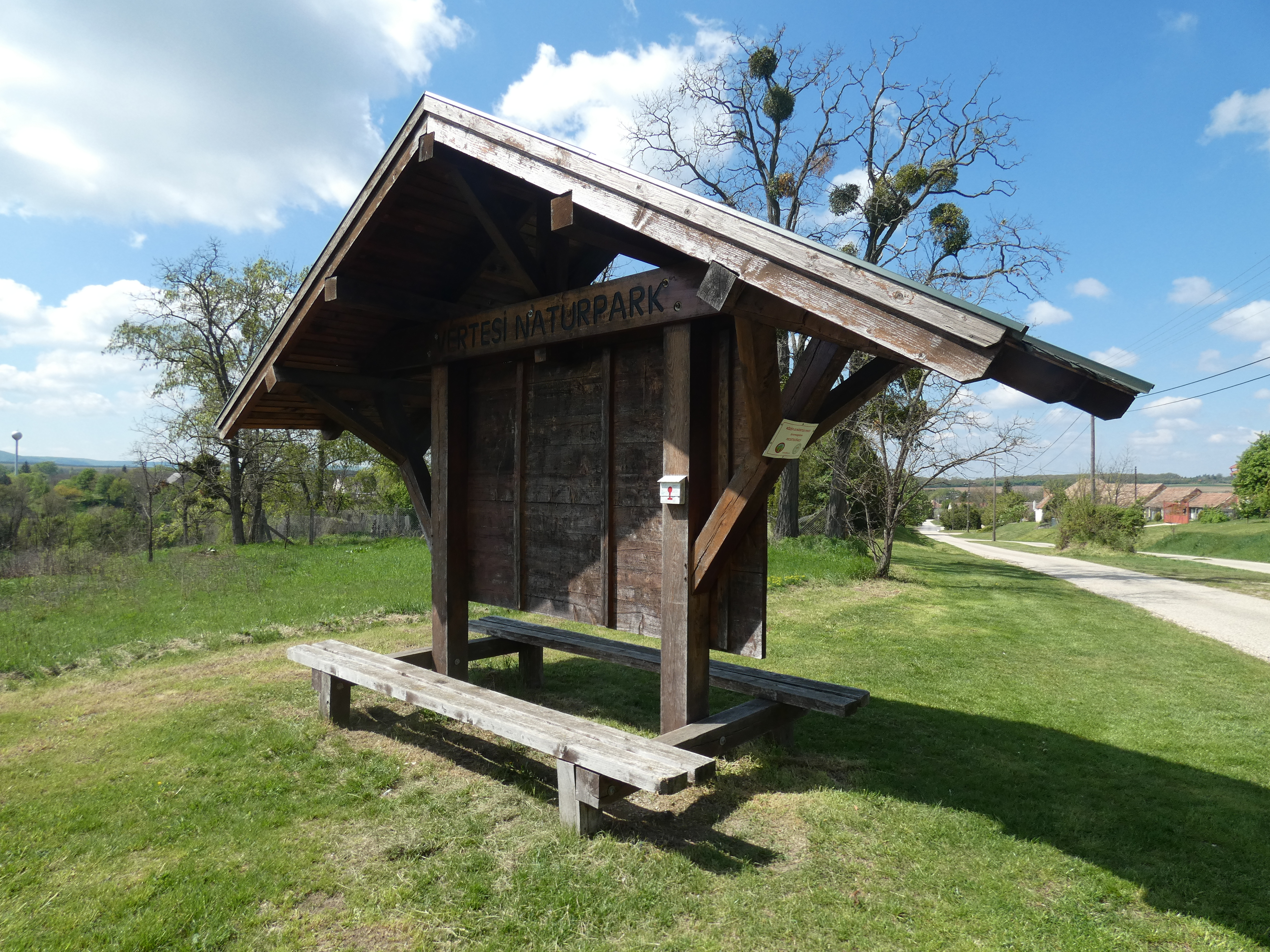
Vértessomló (Stempel 24)
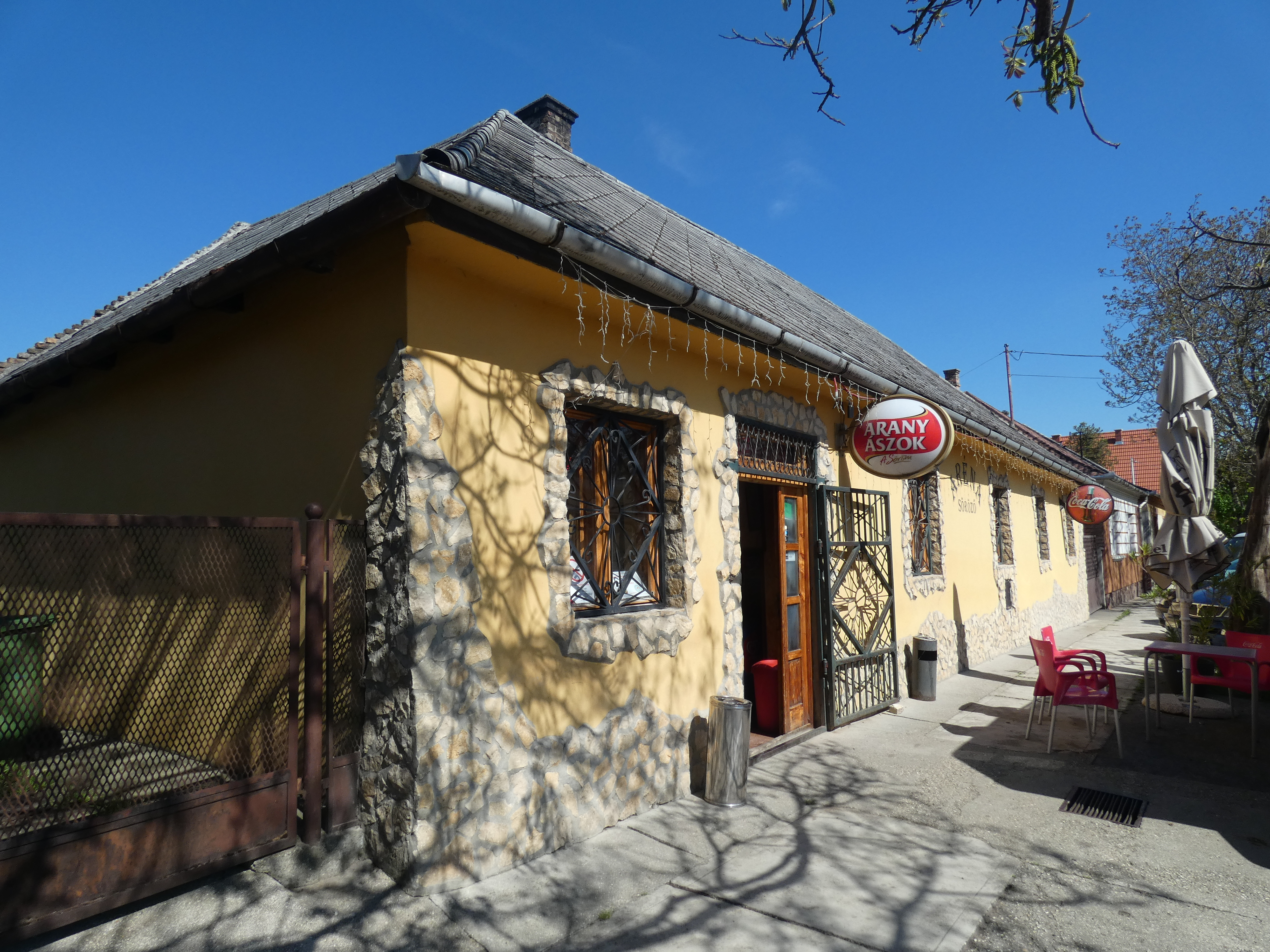
Szár (Stempel 25)
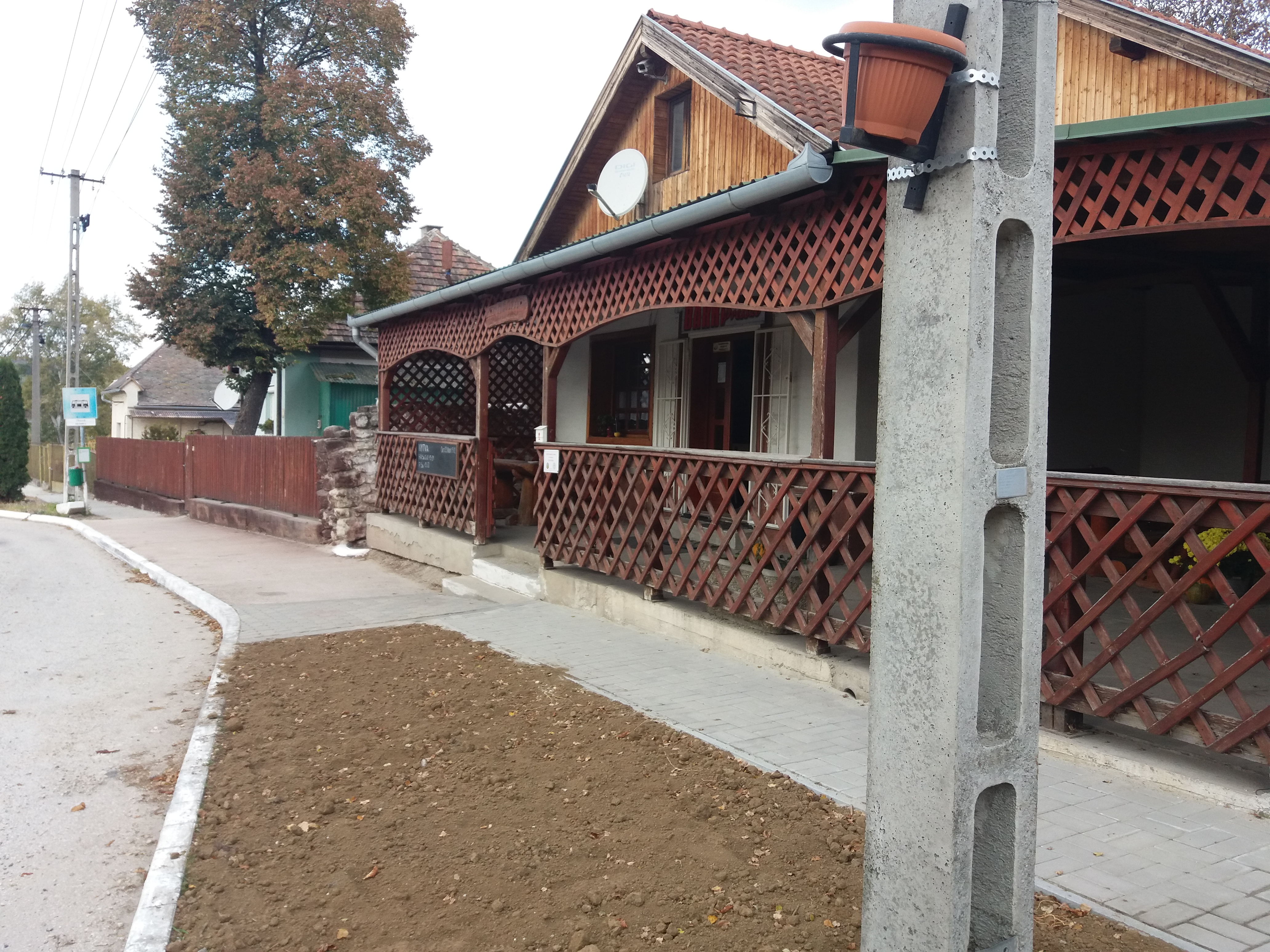
Óbarok (Stempel 26)
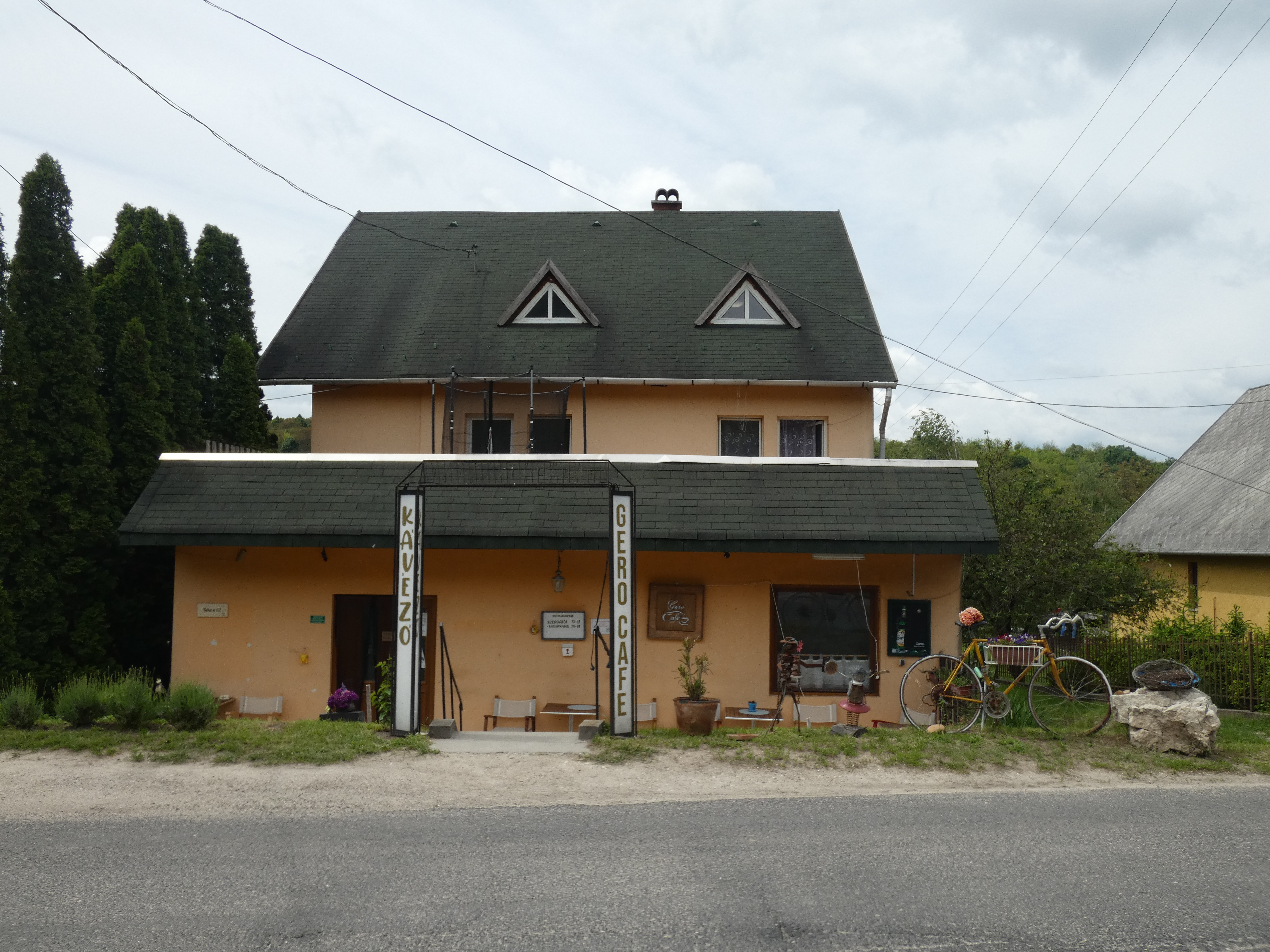
Csabdi (Stempel 27)
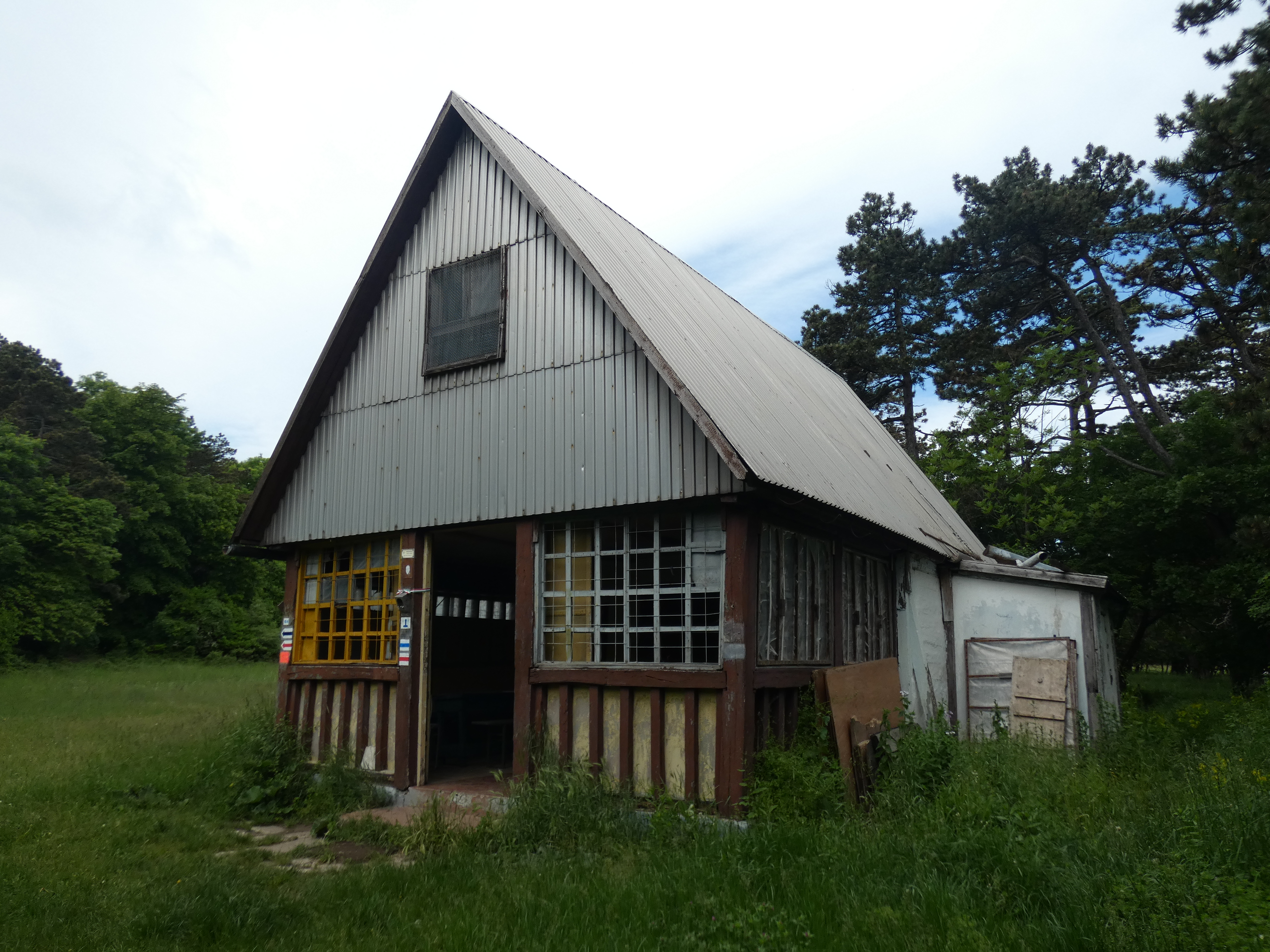
Somlyó (Stempel 28)
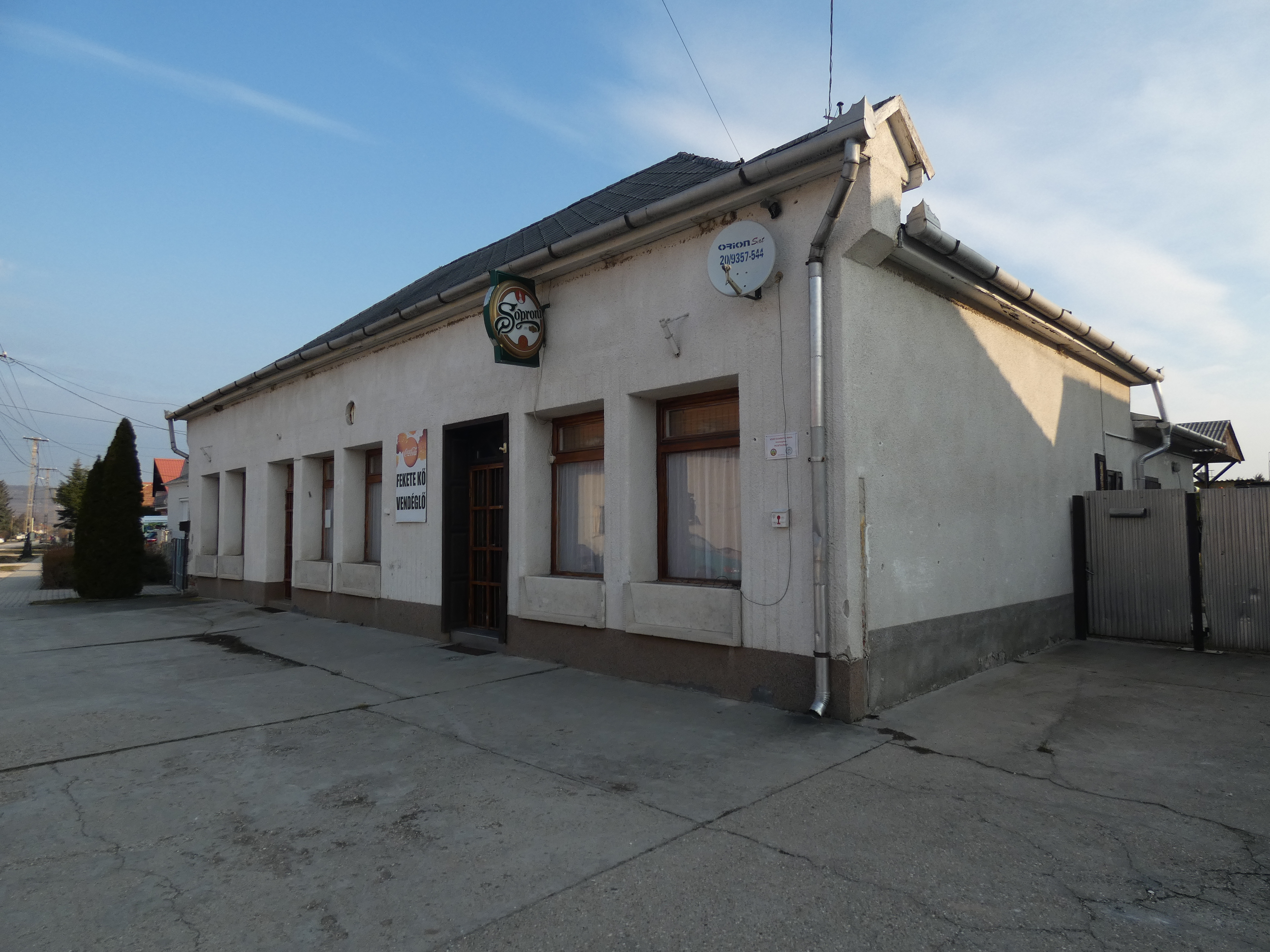
Tarján (Stempel 29)
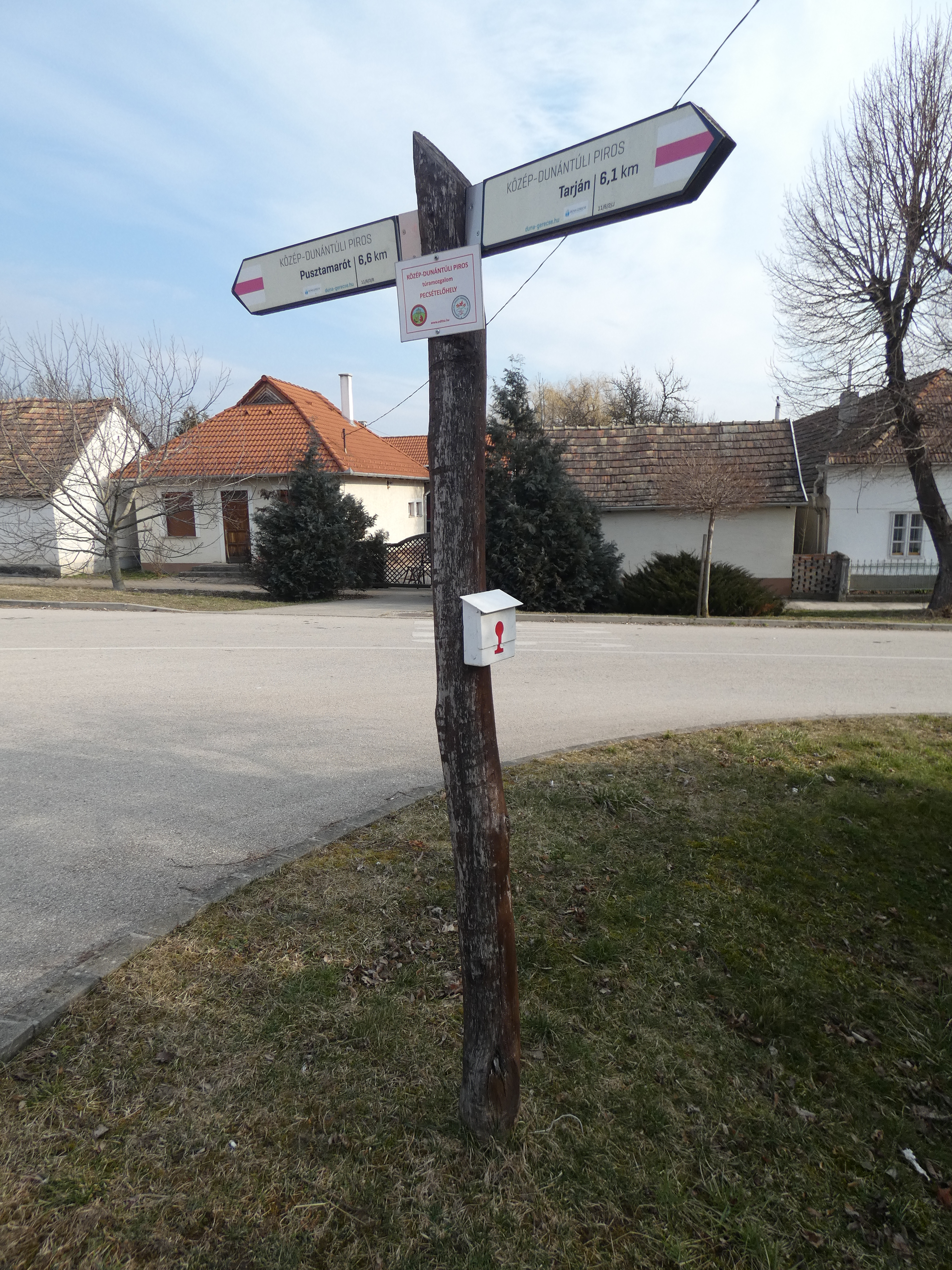
Héreg (Stempel 30)
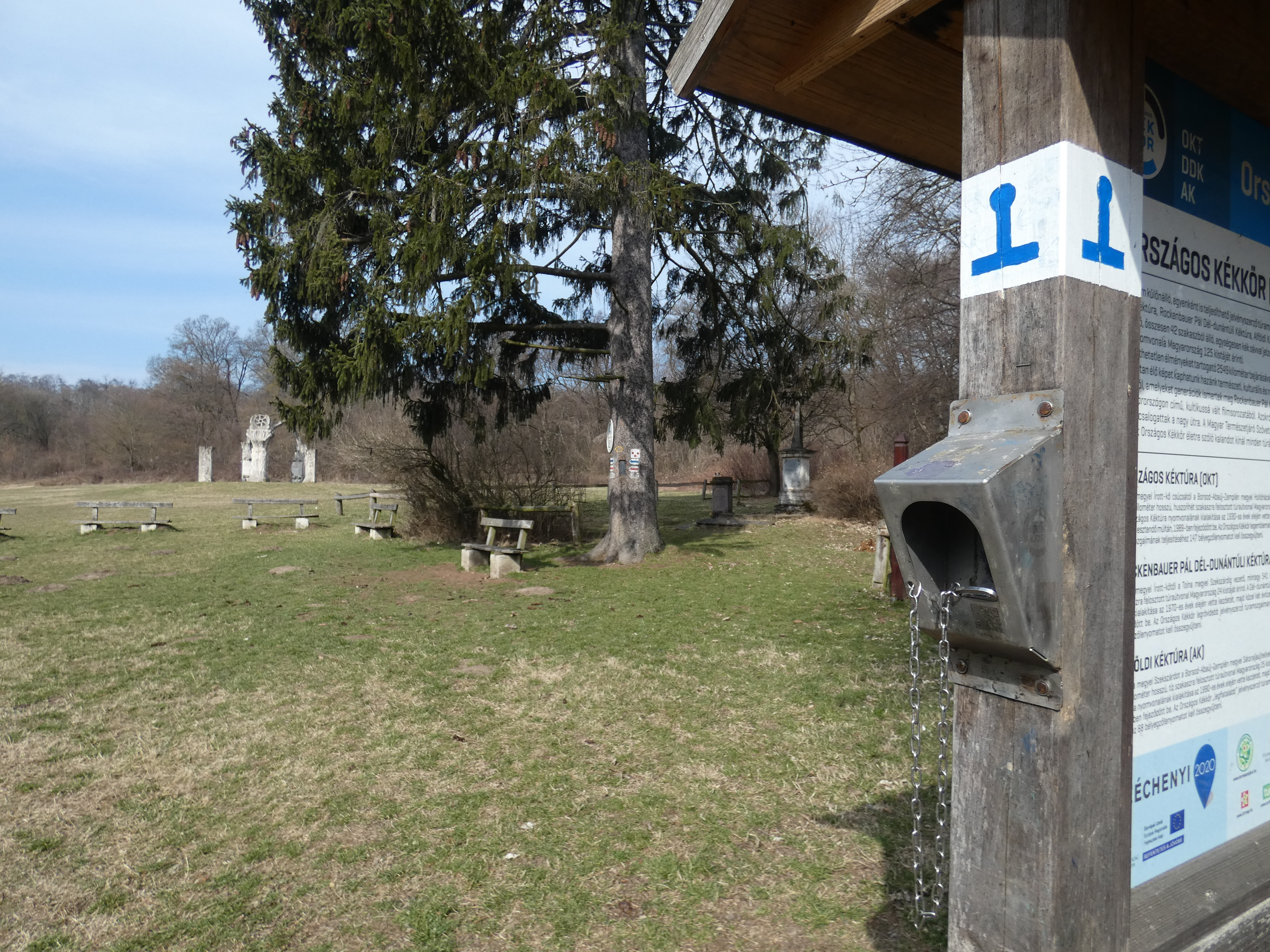
Pusztamarót, büfé falán a bejáratnál (Stempel 31)
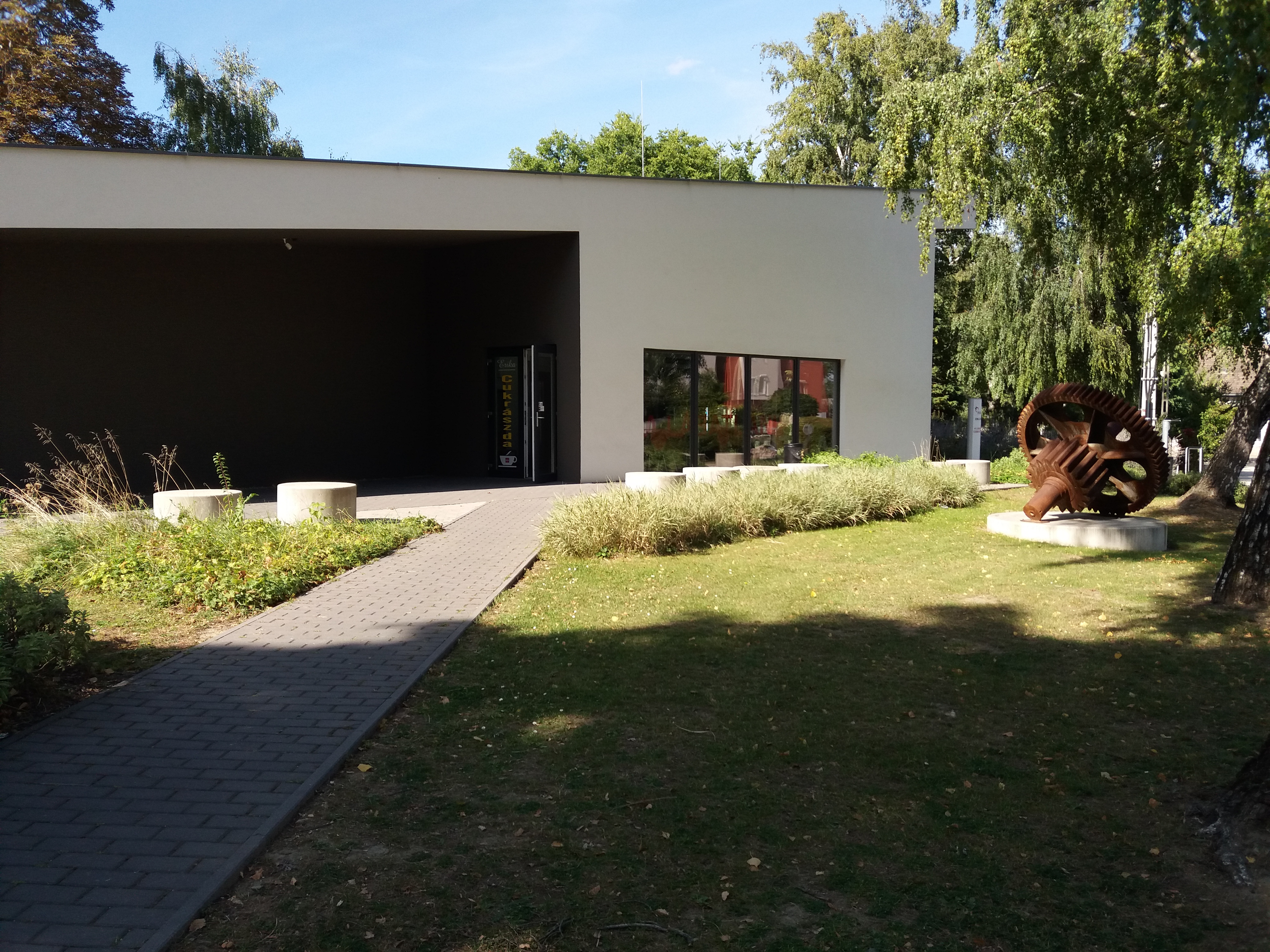
Lábatlan, Erika cukrászda / Holcim Emlékház (Stempel 32)